# Zeche Zollern

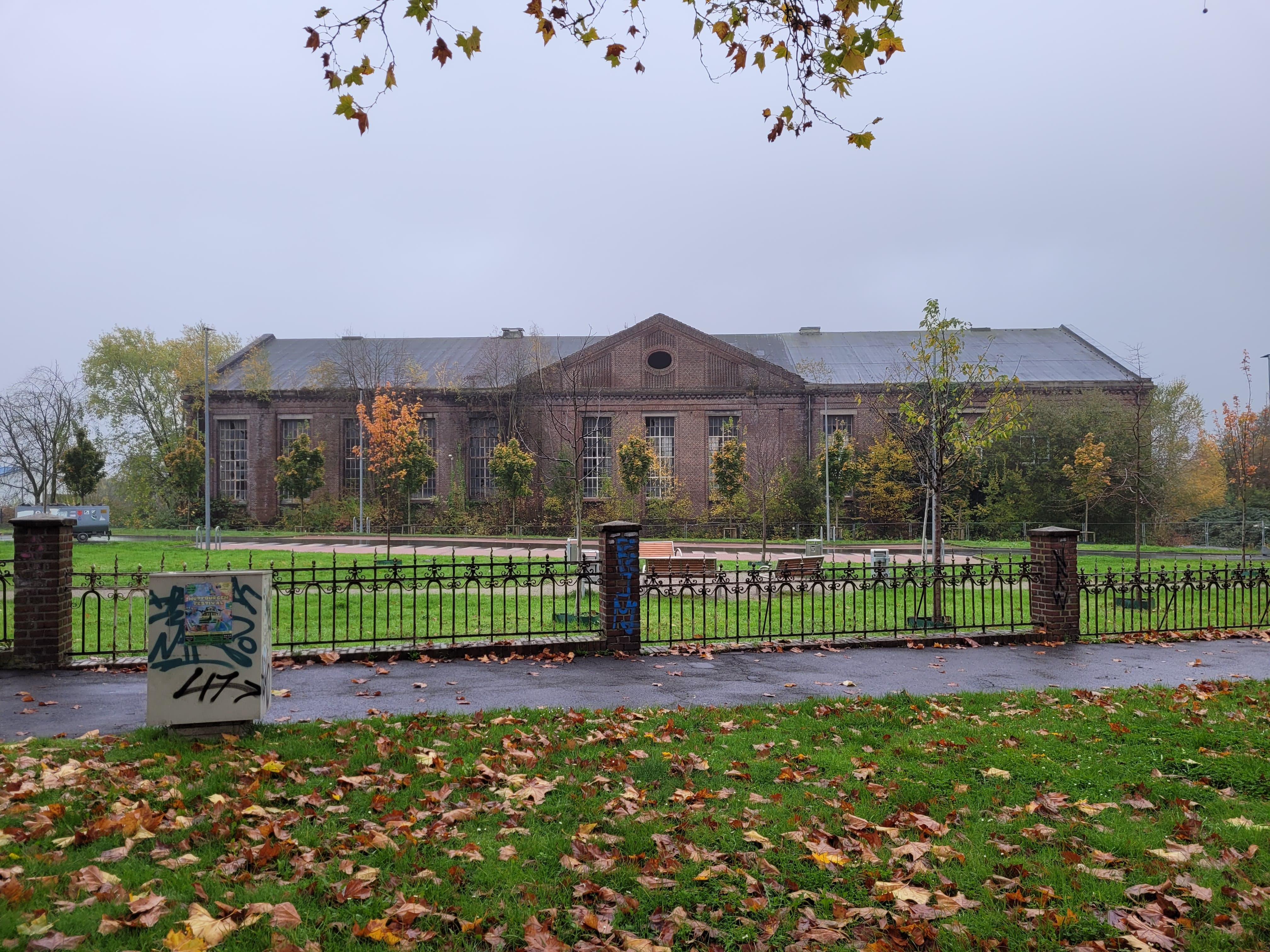
Maschinenhalle Zeche Zollern I/III

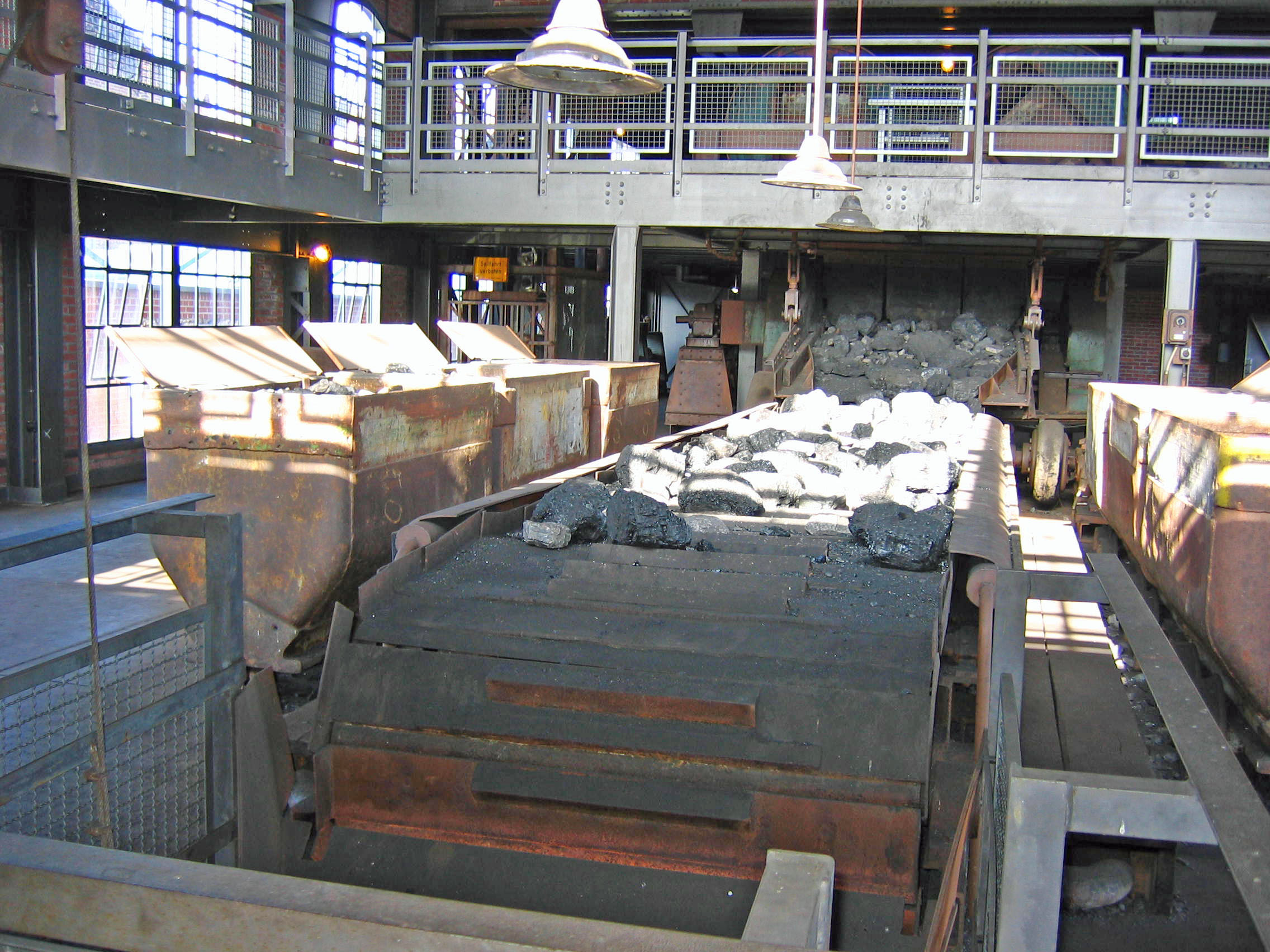
Leseband

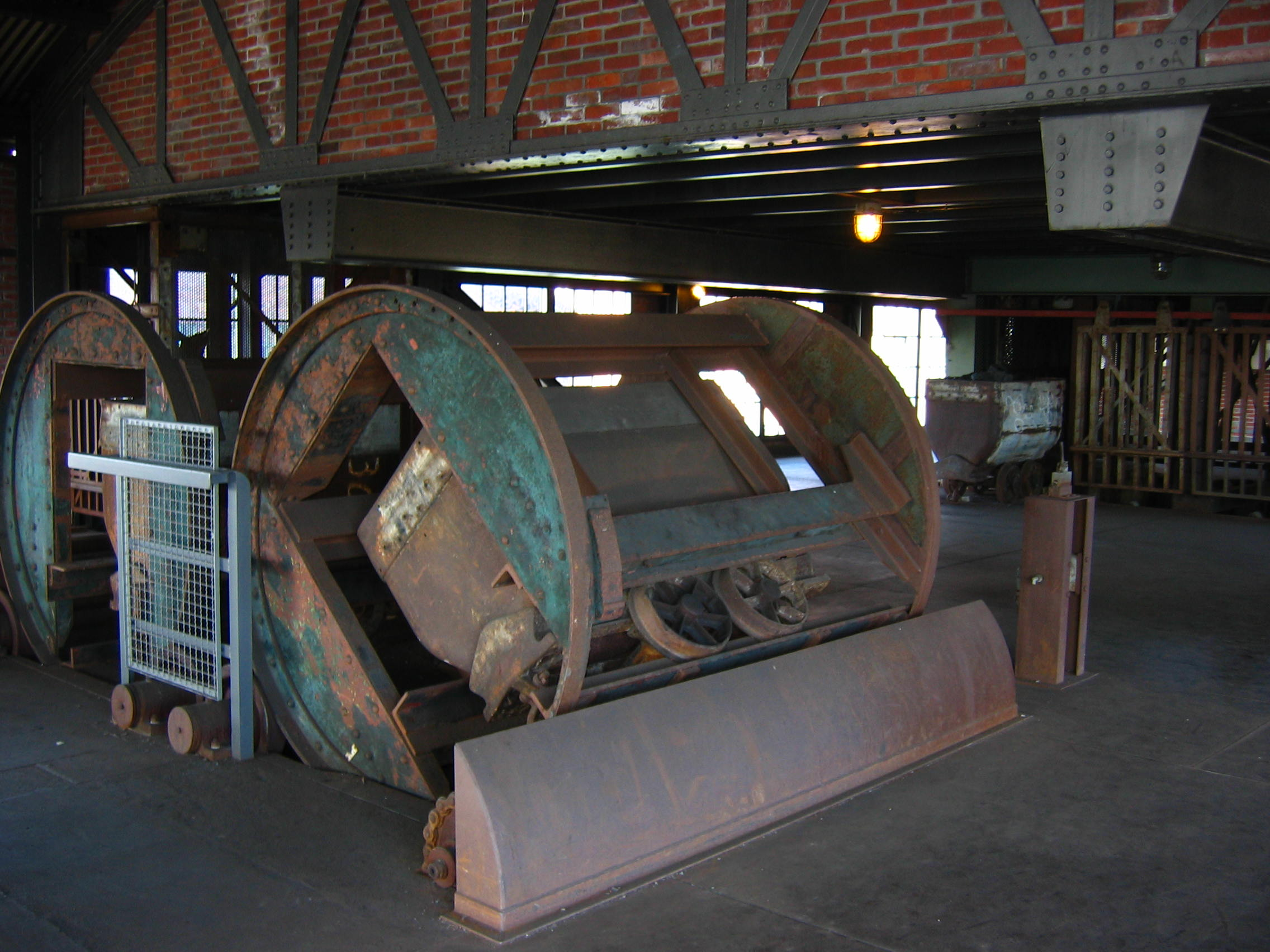
Kippeinrichtung für Förderwagen

Die Zeche Zollern ist ein stillgelegtes Steinkohlebergwerk im Nordwesten der Stadt Dortmund, in den Stadtteilen Kirchlinde und Bövinghausen. Es besteht aus zwei Schachtanlagen, die unter Tage zusammenhingen: Die Schachtanlage 1/3 (das heißt: mit den beiden Schächten 1 und 3) in Kirchlinde und die Schachtanlage 2/4 in Bövinghausen.
Die Zeche Zollern 2/4 ist heute einer von acht Museumsstandorten des dezentralen LWL-Industriemuseums, das zugleich hier seinen Sitz hat. Die Zechenanlage ist ein Ankerpunkt der Route der Industriekultur im Ruhrgebiet und der Europäischen Route der Industriekultur (ERIH).

## Geschichte
Die Schachtanlage Zollern 2/4 entstand zwischen 1898 und 1904 als Musterzeche der Gelsenkirchener Bergwerks-AG (GBAG) unter dem Einfluss von deren Direktor Emil Kirdorf. Die Architektur und die Technik des Bergwerks sollten wirtschaftliche Potenz und Modernität zum Ausdruck bringen. 1899 stieß man bei einer Teufe von 139 m am Schacht 2 auf das Flöz „Präsident“. In der ersten Stufe wurde der Schacht bis zur 3. Sohle in 282 m Tiefe abgeteuft. Im Jahr 1904 wurde auch eine Kokerei auf dem Gelände der Schachtanlage Zollern 2/4 errichtet, die allerdings nur bis 1918 in Betrieb war.
In den Jahren 1921 und 1942 wurde der Schacht bis zu einer Endteufe von 490 m weiter ausgebaut. Der Schacht 4 wurde im Jahr 1900 bis zur 3. Sohle abgeteuft und diente als Wetterschacht. Es erfolgte ein Durchschlag zur Schachtanlage Zollern 1/3. Bis zum Ersten Weltkrieg wurde hauptsächlich von der 3. Sohle gefördert; anschließend verlagerte sich die Förderung auf die 4. Sohle (366 m Teufe). Trotz der Modernität der Anlage zeigten sich Unzulänglichkeiten bei den Tagesanlagen. In der kurzen Schachthalle war kein Wagenumlauf möglich, auch die Aufbereitungsanlagen für die Trennung und Aufbereitung der Kohlen hatten Mängel. 1908 wurde unter Tage die Lokomotivförderung eingeführt. Die Schäden an den Betriebsanlagen der Schachtanlage 2/4 im Zweiten Weltkrieg waren vergleichsweise gering.
Schon Ende der 1920er Jahre gab es Pläne bei der damaligen Eigentümerin, der Vereinigte Stahlwerke AG, die Förderung der Schachtanlagen Zollern 1/3, Zollern 2/4, Germania 1/4 und Germania 2/3 zusammenzufassen. Mit der Ausrichtung der Förderung auf die 6. Sohle sollte eine zentrale Förderanlage errichtet werden. Allerdings wurde erst im Dezember 1939 die Bautätigkeit auf dem Gelände der Schachtanlage Germania 2/3 aufgenommen; die vorläufige Endteufe wurde am 17. März 1942 mit 649,5 m Tiefe erreicht. Der ursprüngliche Plan, eine Skipförderung einzurichten wurde wegen der kriegsbedingten Mangelwirtschaft aufgegeben und es wurde eine konventionelle Gestellförderung eingerichtet. Zum Anschluss der Grubenbaue an den zentralen Förderschacht mussten Bunker und Blindschächte angelegt werden. Ab 1958 wurde die 7. Sohle bei einer Teufe von −683 m NN aufgefahren.
Bis 1945 waren in der Zeche auch Zwangsarbeiter beschäftigt.
Im Jahr 1951 wurde die Lampenstube auf Zollern 2/4 neu gebaut und ein Brausenraum an der Kaue errichtet. Die Kohlenförderung auf der Anlage wurde 1955 eingestellt. Ende der 1950er Jahre wurden schrittweise Anlagen abgebrochen (Seilbahn, Bergebrechanlage, Schachtgebäude) oder nur noch als Reservekapazitäten (Druckluftversorgung) zur Verfügung gehalten.
Im Jahr 1965 musste das Verbundbergwerk Germania/Zollern die Förderung zurücknehmen; der Vorstand der Dortmunder Bergbau AG beschloss, die Schachtanlage Zollern 2/4 stillzulegen und die Bergleute auf die anderen Teilanlagen zu verlegen. Die Schächte Zollern 2 und 4 wurden 1967 und 1966 verfüllt. Die Tagesanlagen blieben bis zur Übernahme durch die RAG bei der GBAG. Die Zentralschachtanlage Germania wurde bereits 1971 stillgelegt. Ursache der Stilllegung waren die ungünstigen Lagerstättenverhältnisse, die der Mechanisierung des Abbaus entgegenstanden. Ferner waren die erschlossenen Kohlenvorräte des Bergwerks gering und dies hätte einen hohen Ausrichtungsaufwand für die Erschließung weiterer Vorräte bedürft.

## Bauten der Schachtanlage
Zollern 2/4 gehört zu den architektonisch bemerkenswertesten Schachtanlagen des Ruhrgebiets. Hinter dem Zechentor erstreckt sich ein großer baumbestandener Platz. Der vordere Bereich der Tagesanlagen erinnert an eine dreiflügelige barocke Schlossanlage im Stil des Historismus. Die Architektur orientiert sich an dem Idealbild der norddeutschen Backsteingotik, das rote Ziegelmauerwerk wird durch Formsteine, Zierverbände und helle Putzfelder aufgelockert. Diese Gebäude entwarf der Architekt Paul Knobbe (1867–1956), der in jener Zeit als Angestellter der GBAG einen großen Teil aller Neubauten des Unternehmens plante. Aufwändig ist auch das Innere der Lohnhalle gestaltet, das nach einer langen Zeit der Zweckentfremdung erst vor wenigen Jahren – wie alle Gebäude – sorgfältig restauriert wurde.
Tatsächlich war die Schachtanlage insgesamt jahrzehntelang ohne größere Veränderungen geblieben. Nur einzelne, verschlissene oder nicht mehr benötigte Teile der Anlage waren abgebrochen, verschrottet oder ersetzt worden. Darunter auch die originalen Fördergerüste, die jedoch in den Jahren von 1986 bis 1988 durch zwei baugleiche, von anderen Zechen hierher translozierte Gerüste ersetzt wurden. So stammt das heute über dem Schacht Zollern 2 stehende Gerüst von der Zeche Wilhelmine Victoria in Gelsenkirchen, das über Schacht Zollern 4 von der Zeche Friedrich der Große in Herne.
Ende der 1960er Jahre, als nach der Stilllegung ein vollständiger Abriss der Anlage zu befürchten war, erregte dann endlich die Maschinenhalle als spektakulärstes Gebäude der ganzen Anlage die Aufmerksamkeit der frühen Industriedenkmalpflege.

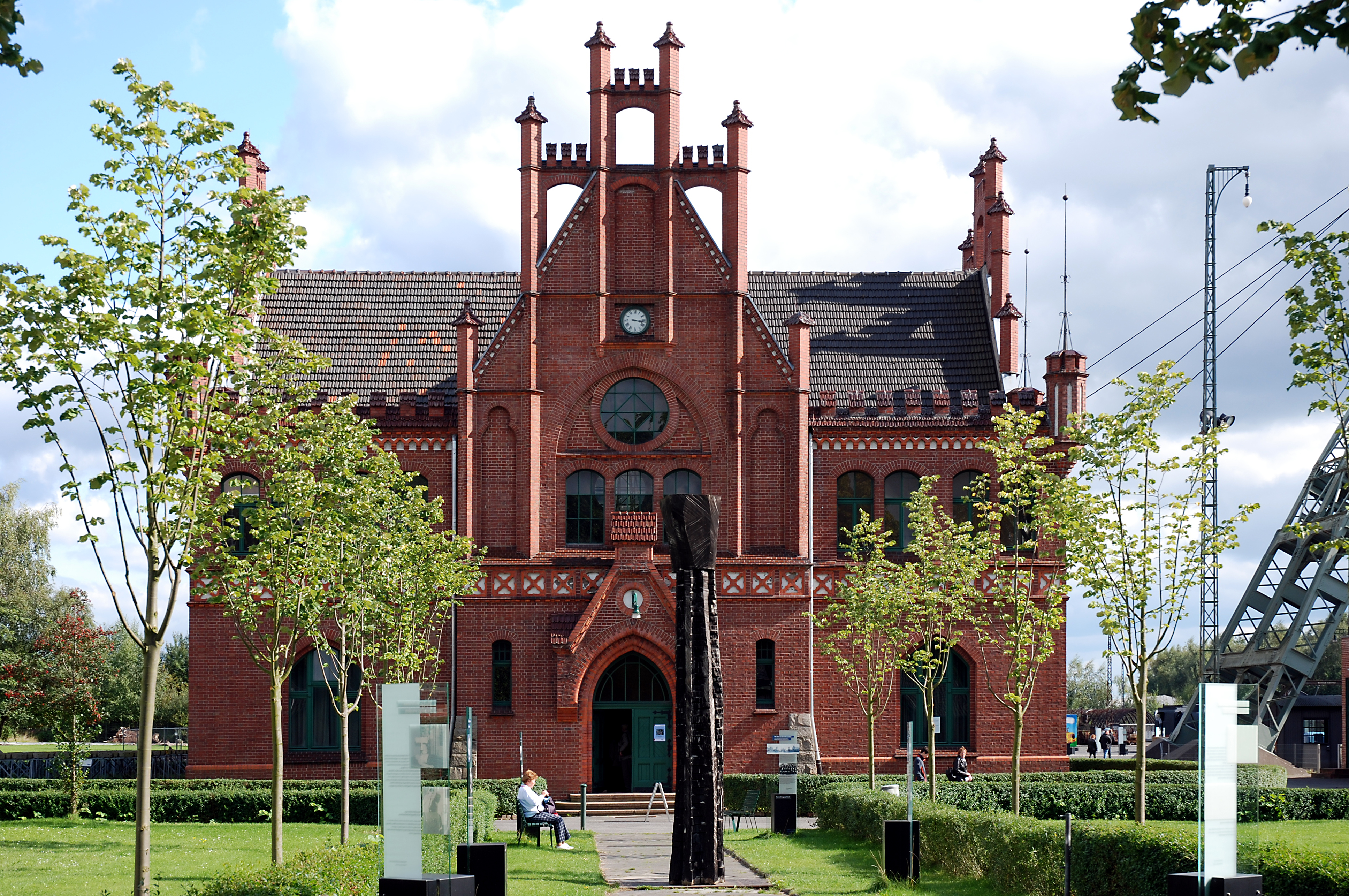
Blick über die Mittelachse des Geländes auf das Verwaltungsgebäude
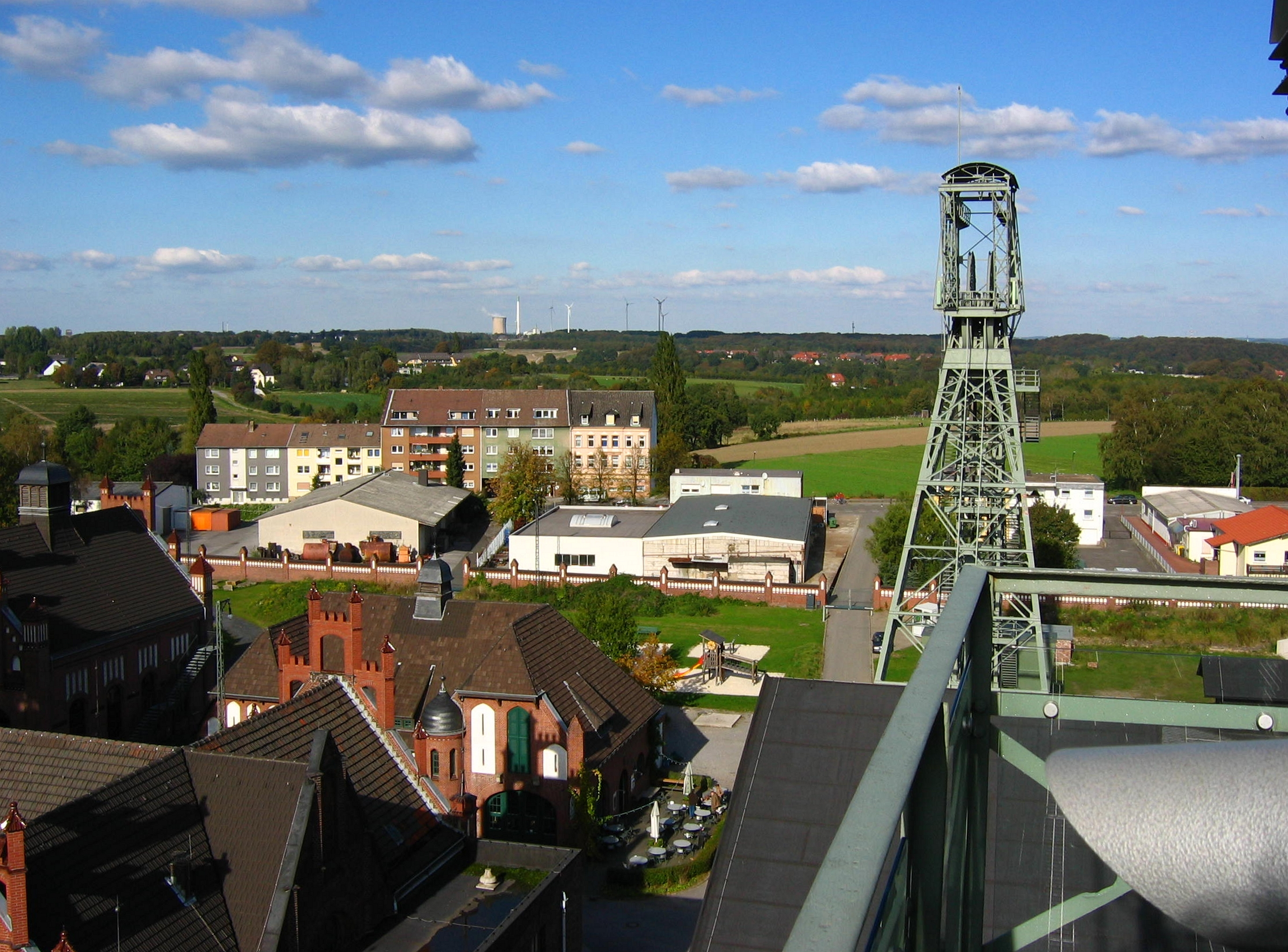
Blick vom neuen Fördergerüst
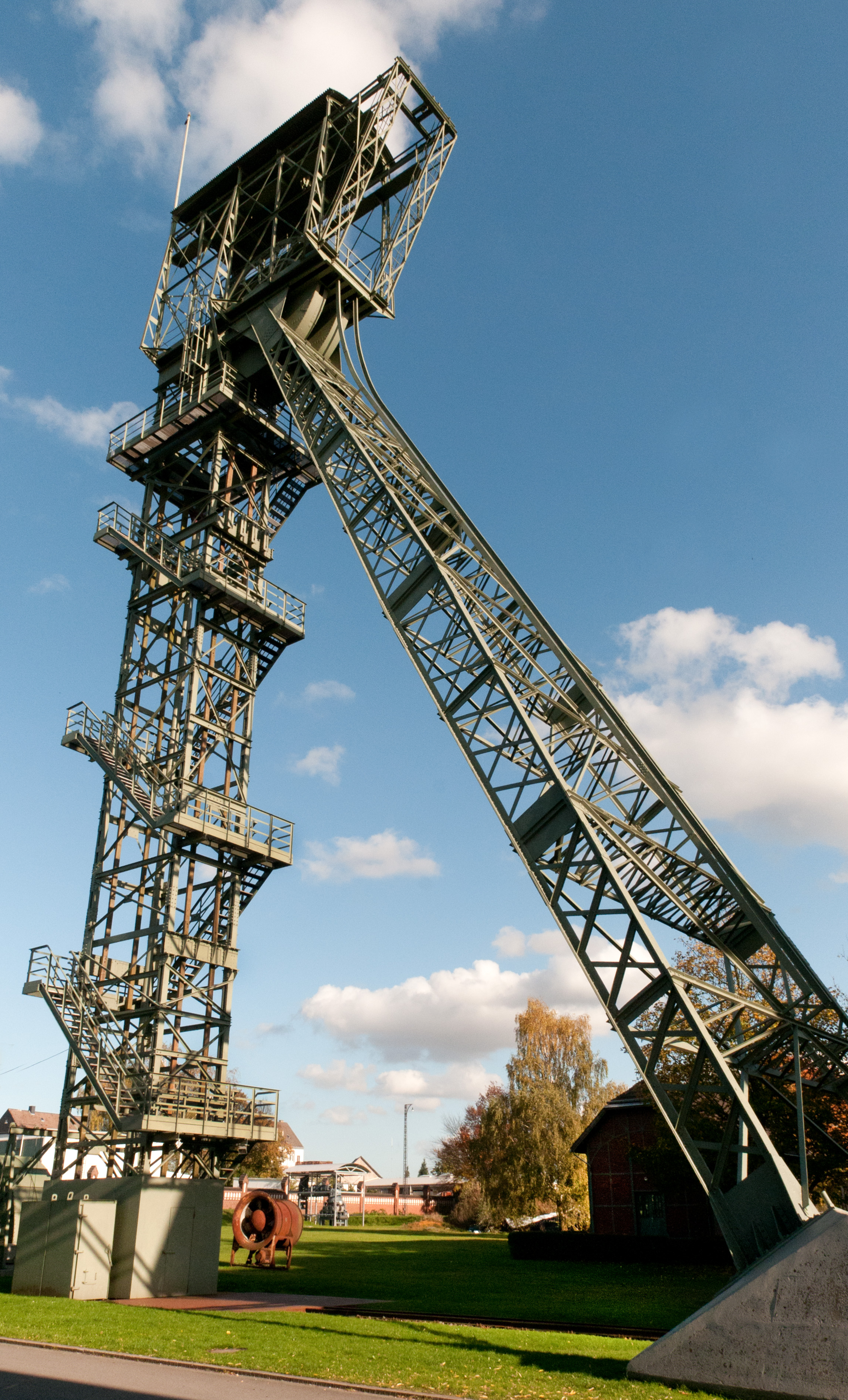
Fördergerüst aus Froschperspektive
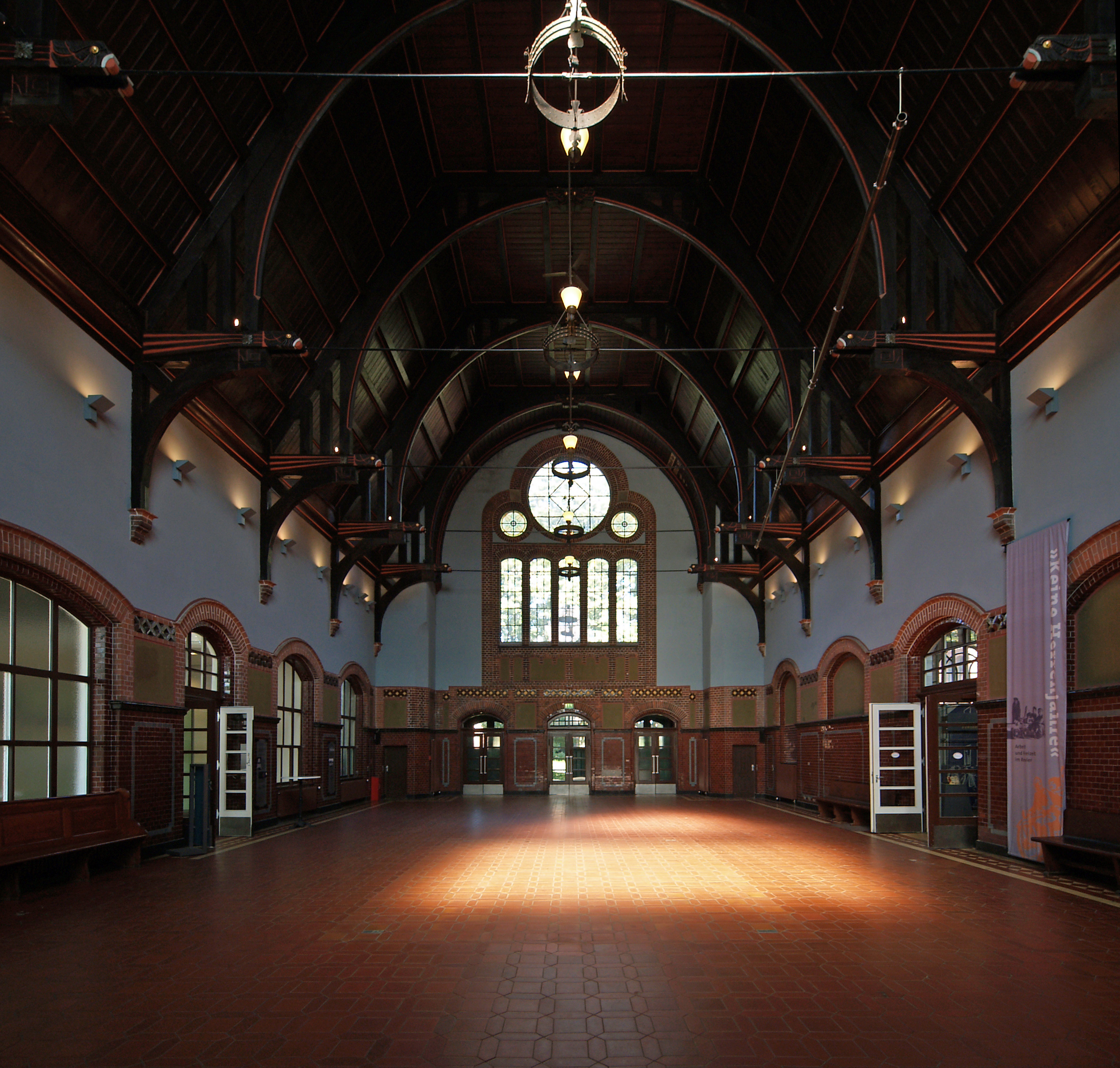
Lohnhalle von innen
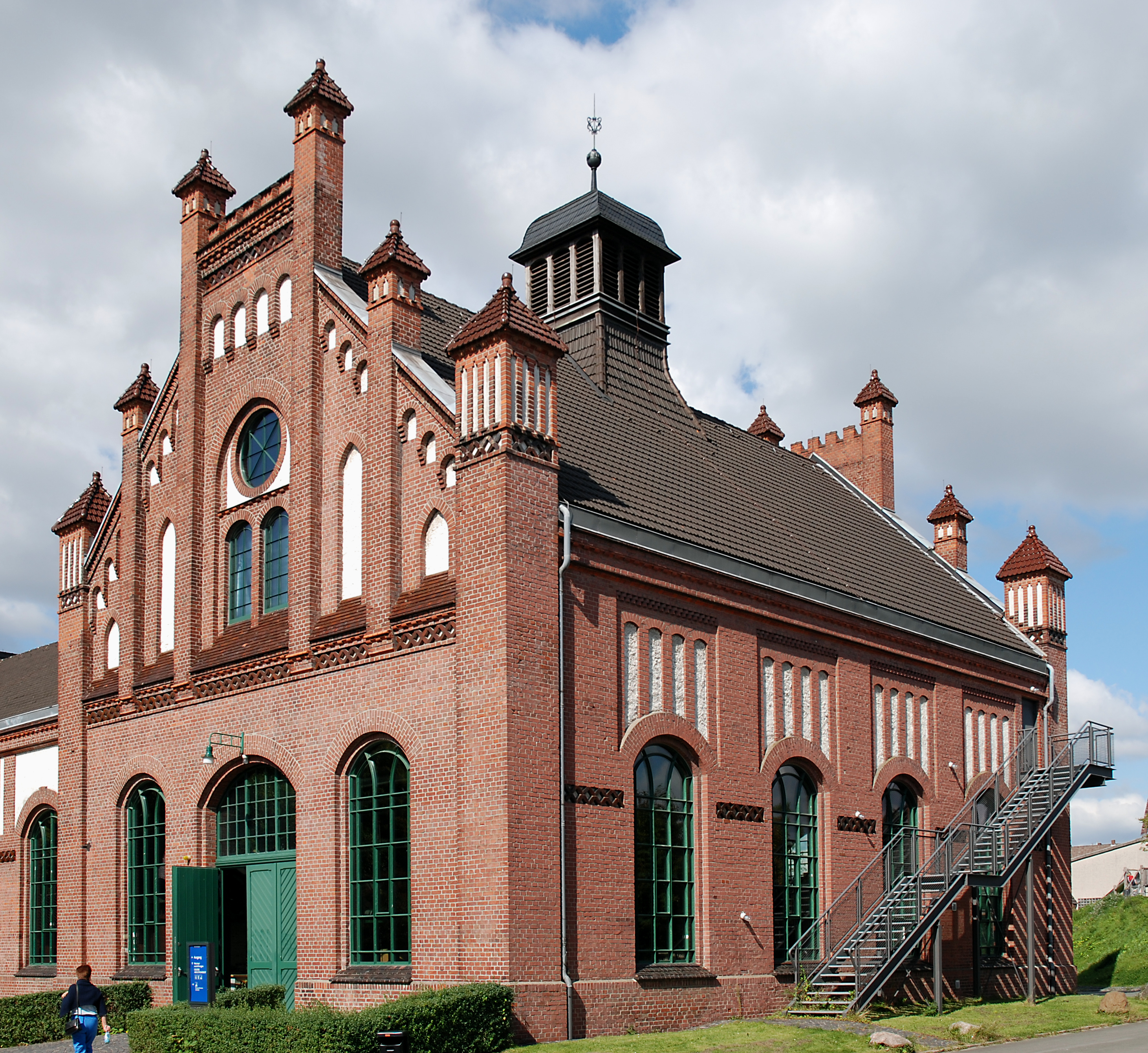
Werkstattgebäude
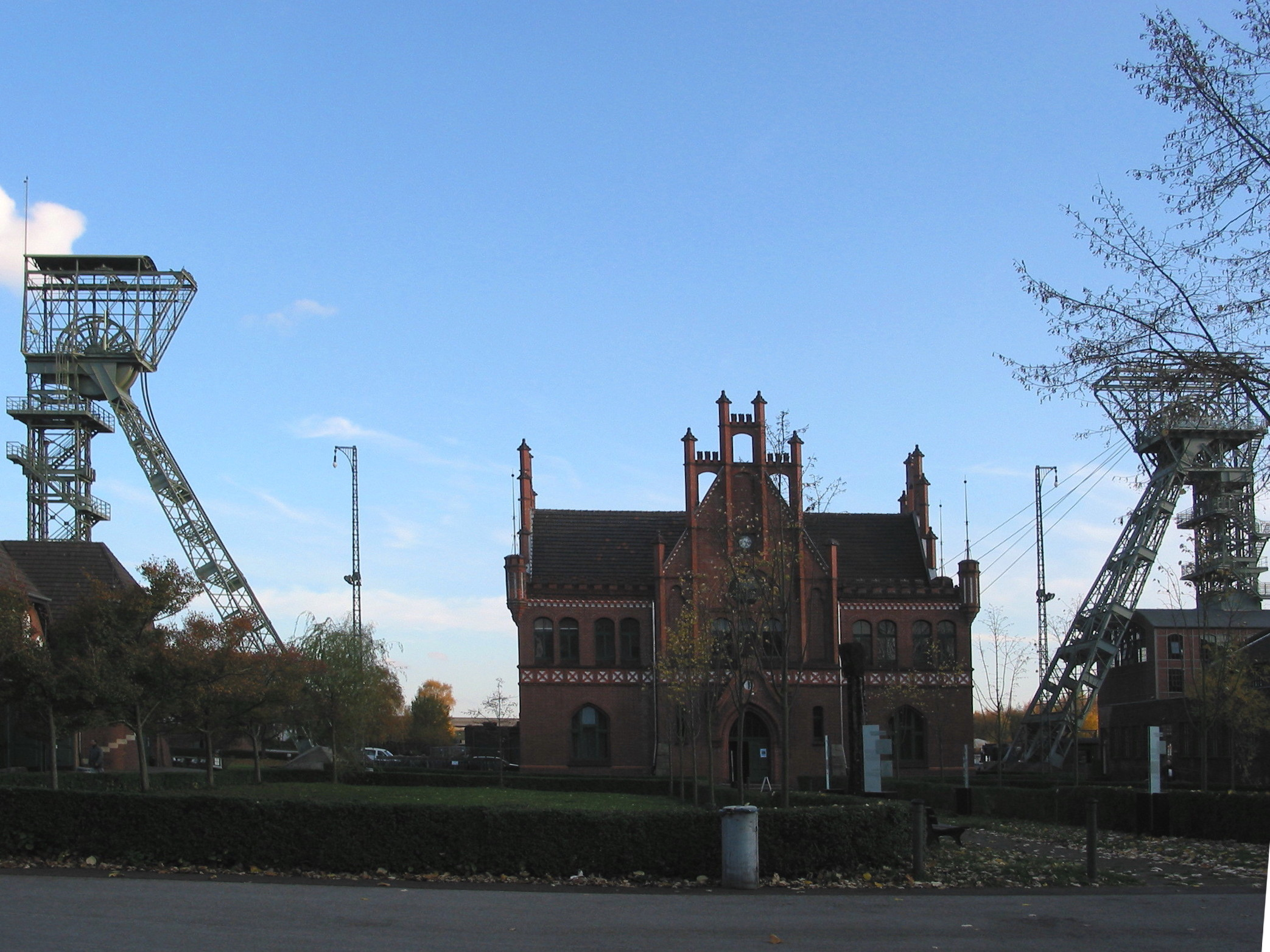
Schächte 2 und 4
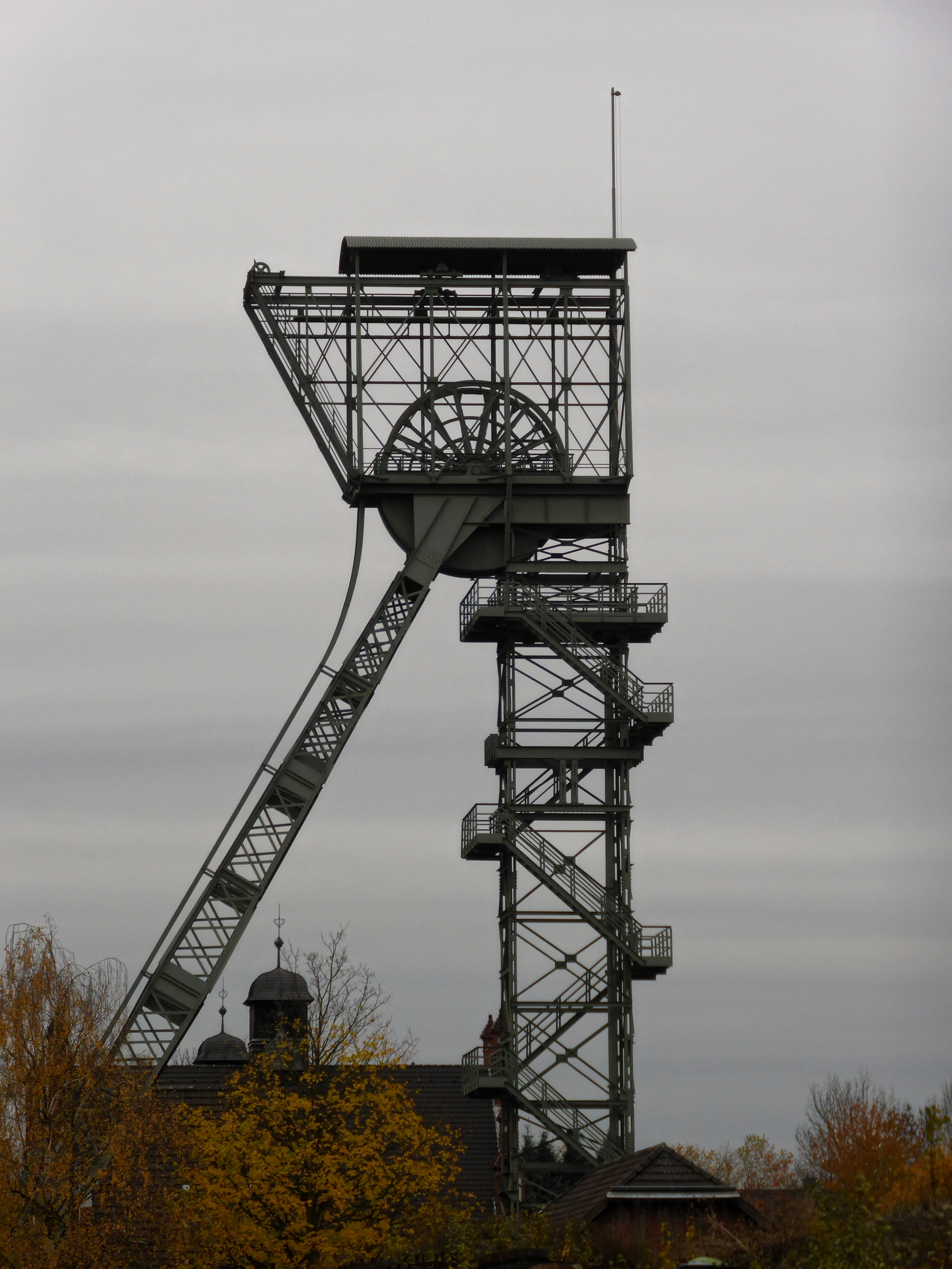
Fördergerüst über Schacht 4

### Die Maschinenhalle
Die zentrale Maschinenhalle der Zeche war seinerzeit nicht mehr in massiver Bauweise (wie zunächst von Knobbe geplant) ausgeführt worden, sondern in der Hoffnung auf schnellere Fertigstellung als eine mit Backstein ausgefachte Eisenfachwerk-Konstruktion. Vorbild war die Ausstellungshalle der Gutehoffnungshütte auf der Rheinisch-Westfälischen Industrie- und Gewerbeausstellung Düsseldorf 1902, in der auch die elektrische Fördermaschine für den Schacht 2 (vor ihrer endgültigen Montage in Bövinghausen) ausgestellt wurde. Wie bei der Düsseldorfer Halle sorgte der Berliner Architekt Bruno Möhring (1863–1929) für die Ausschmückung der Maschinenhalle mit Details in Jugendstilformen, als deren Höhepunkt der Haupteingang mit farbiger Verglasung und einem geschwungenen Vordach (ähnlich den Pariser Metrostationen von Hector Guimard) gelten konnte. Das Vordach wurde wohl schon in den 1930er Jahren nach einem Schaden abgebrochen, aber andere Einzelheiten ziehen noch heute den Betrachter in ihren Bann.
Wenn auch der Jugendstil für ein Industriebauwerk insgesamt eher ungewöhnlich war, so gab bzw. gibt es doch einige Beispiele für seine Verwendung im Zusammenhang mit Bauten der Elektrizität wie z. B. dem Wasserkraftwerk Heimbach in der Eifel, oder bei modernen Eisenkonstruktionen wie z. B. den Brücken- und Stationsbauwerken der Berliner Hochbahn. Die Maschinenhalle erfüllt beide Kriterien: Sie war eine moderne Eisenkonstruktion und sie beherbergte fortschrittliche Elektrotechnik, als auf anderen Zechen noch ohne Elektrizität gearbeitet wurde.
Ab 2009 wurde die Maschinenhalle grundlegend saniert und restauriert. Ein Sturmschaden im November 2010 an der Dachhaut der Maschinenhalle verzögerte die Fertigstellung. Seit dem 11. September 2016 ist die Maschinenhalle wieder für den Publikumsverkehr geöffnet.

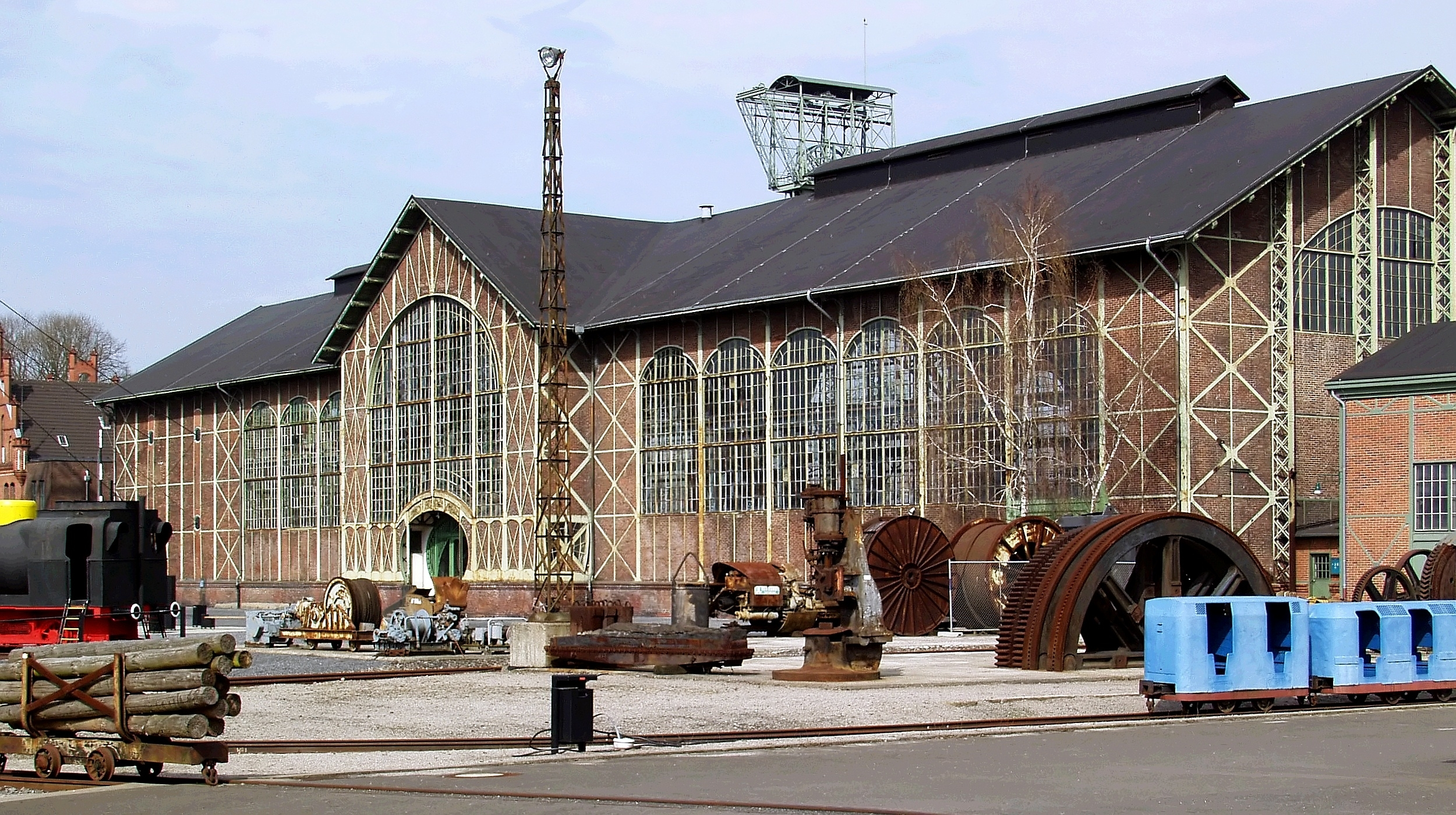
Maschinenhalle der Zeche Zollern 2/4 (2002)
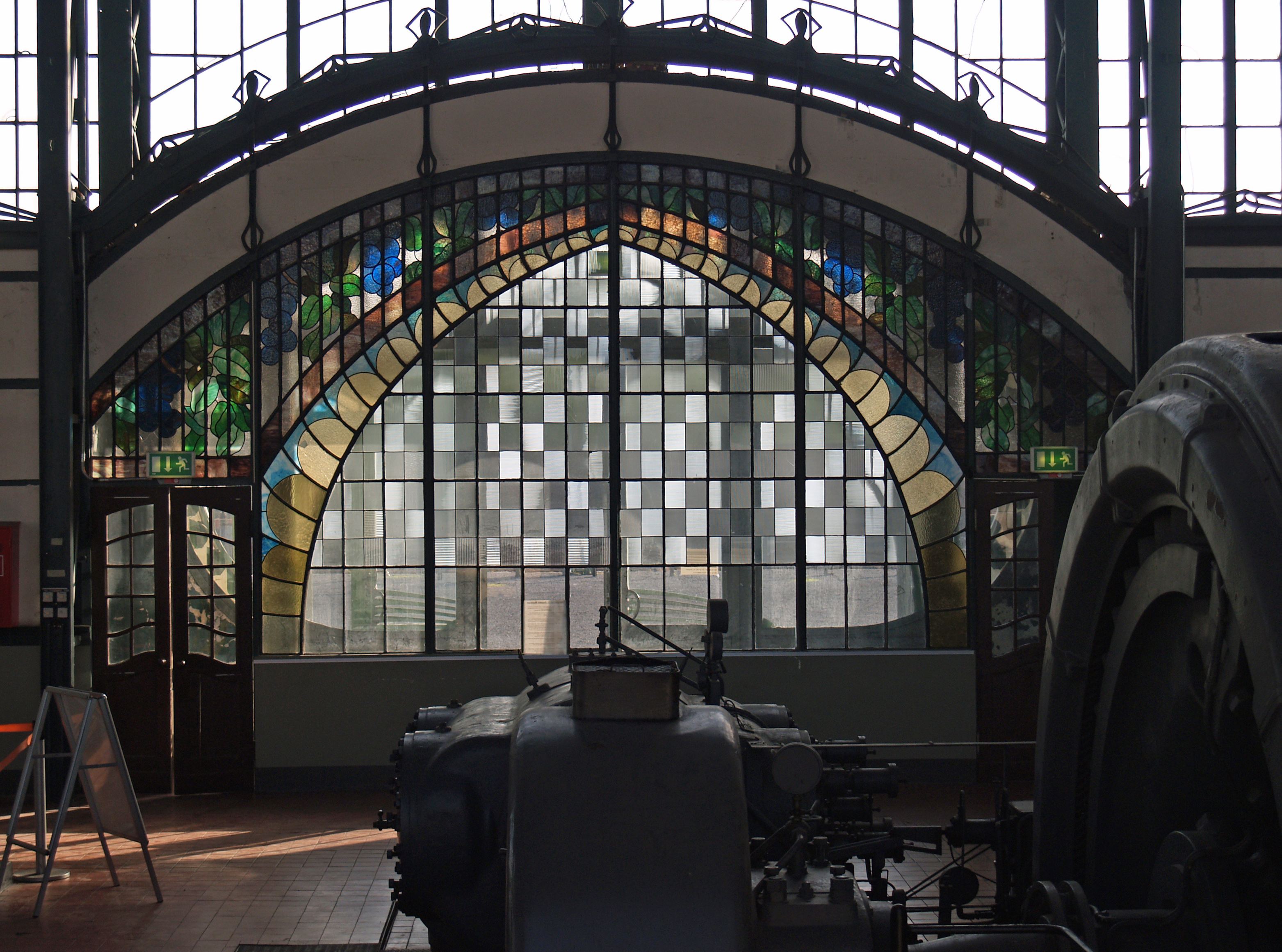
Jugendstilfenster von innen (2006)
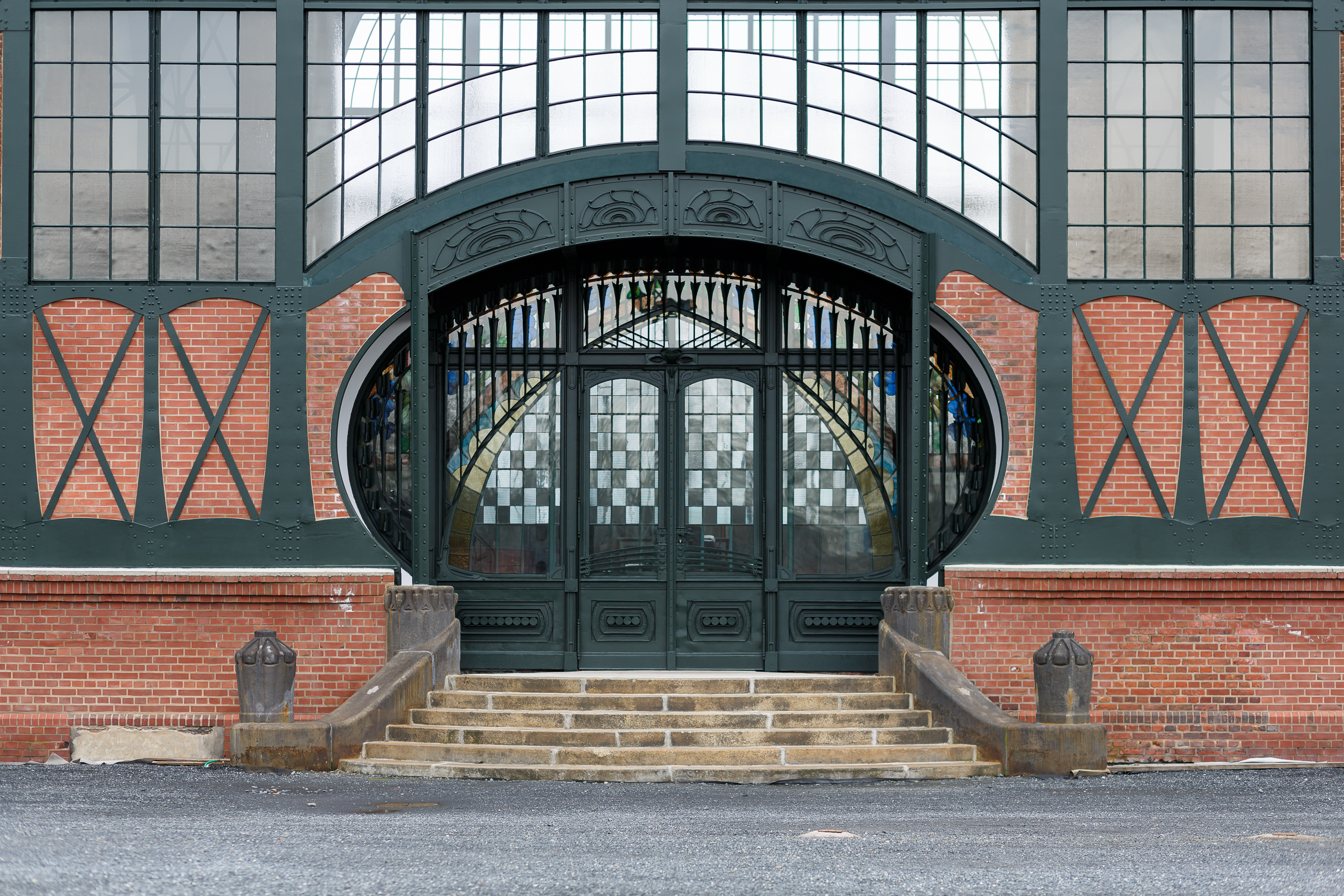
Portal der Maschinenhalle (2014)
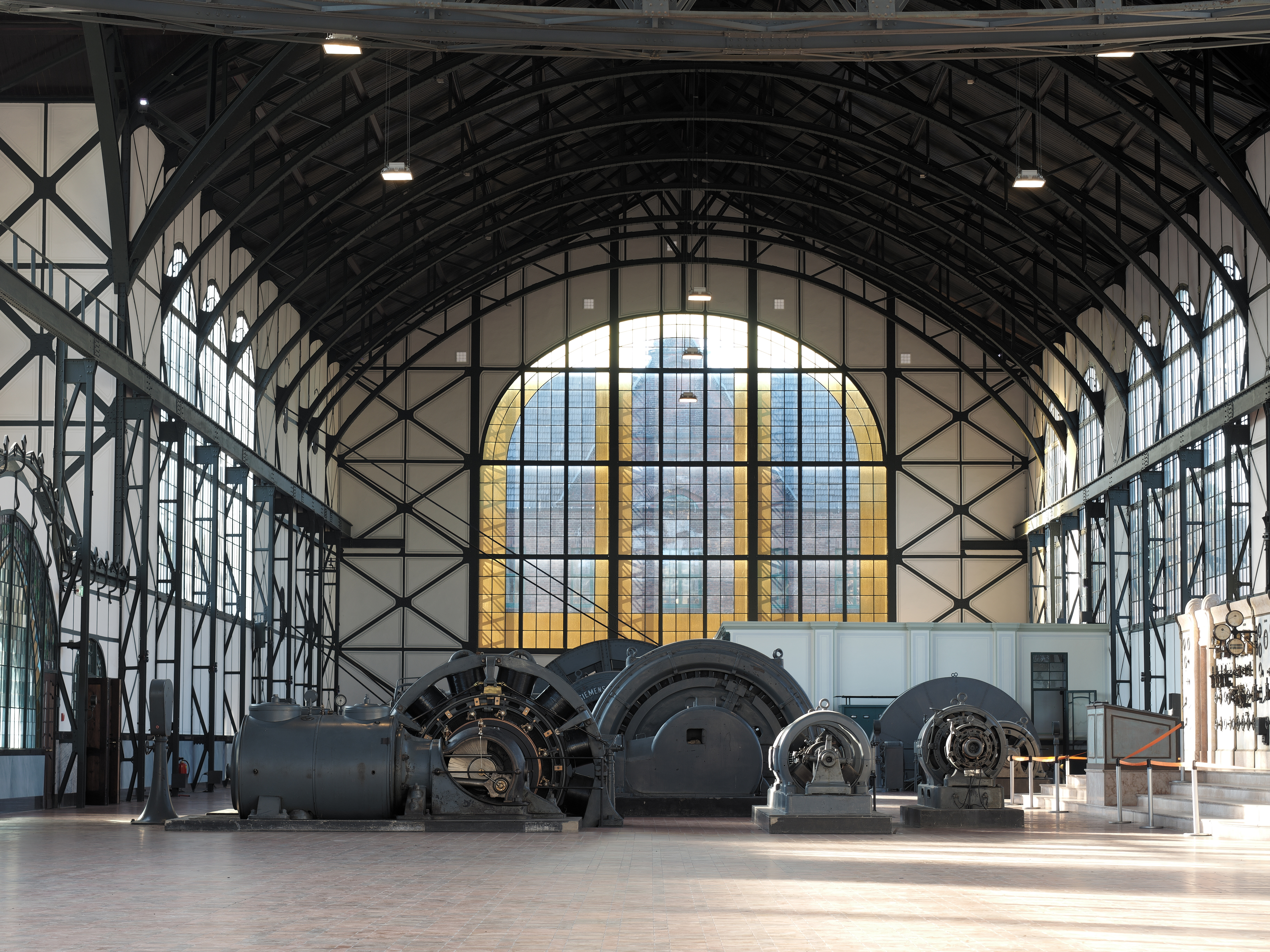
Inneres der Maschinenhalle (2016)
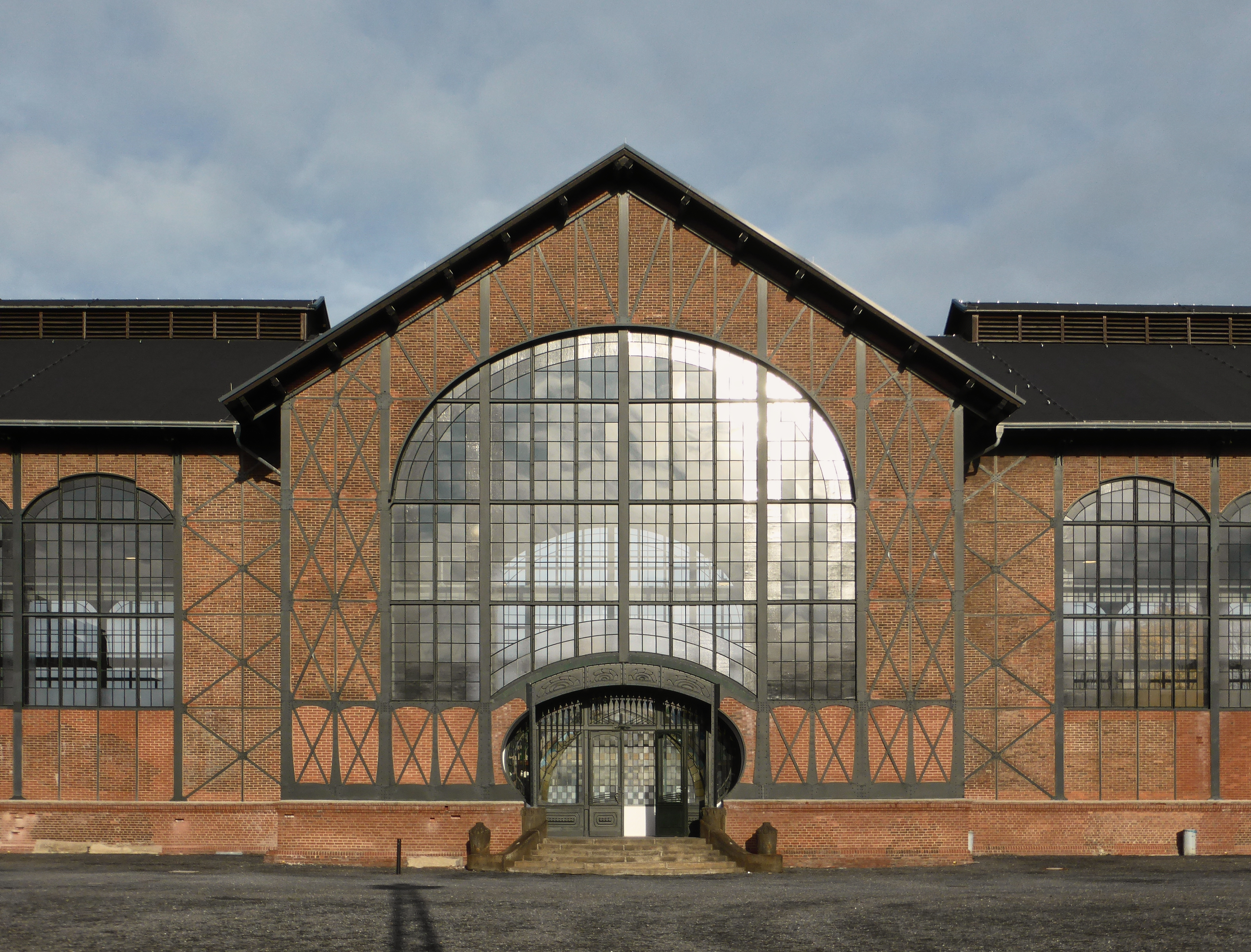
Eingangsbereich der Maschinenhalle (2017)

### Die Technik
Neben dem architektonischen Wert der Anlage ist auch die technische Ausstattung hervorzuheben. In der Maschinenhalle sind die wichtigsten technischen Großgeräte wie Fördermaschinen, Kompressoren und Umformer weitgehend im Originalzustand erhalten. Von technikgeschichtlicher Bedeutung ist die Tatsache, dass auf Zollern erstmals alle wesentlichen Maschinen, also auch die Fördermaschinen, elektrisch betrieben wurden. Der Strom wurde ursprünglich aus Dampfkraft in eigenen Generatoren erzeugt, die nicht mehr vorhanden sind.
Bei der Auslegung der technischen Anlagen wurde ebenfalls großer Wert auf Repräsentation gelegt. Augenscheinliche Beispiele sind die prächtige marmorne Schalttafel mit ihrer Vielzahl von Originalinstrumenten oder die große Jugendstil-Uhr in der Maschinenhalle.

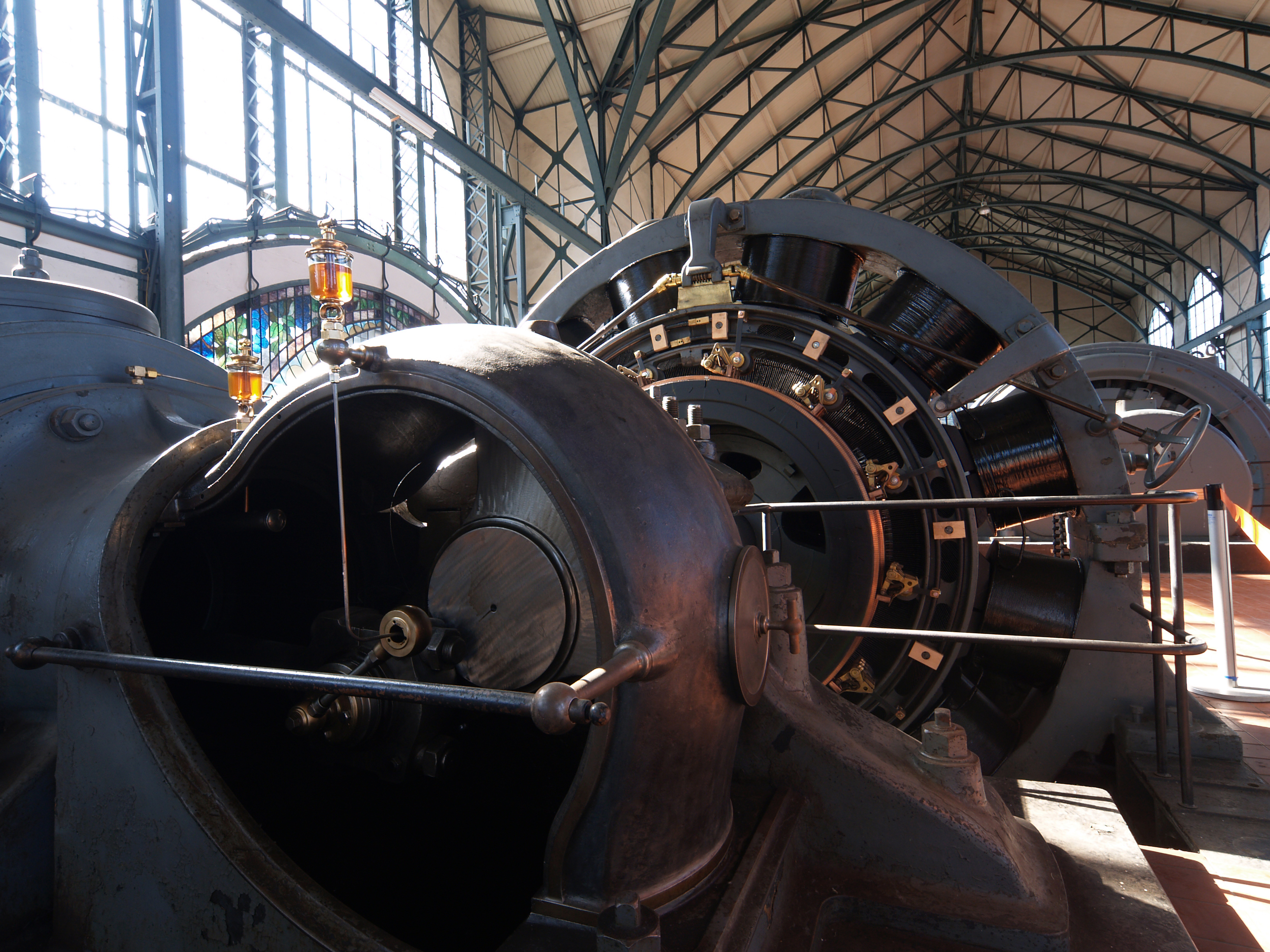
Restaurierter elektrischer Kompressormotor
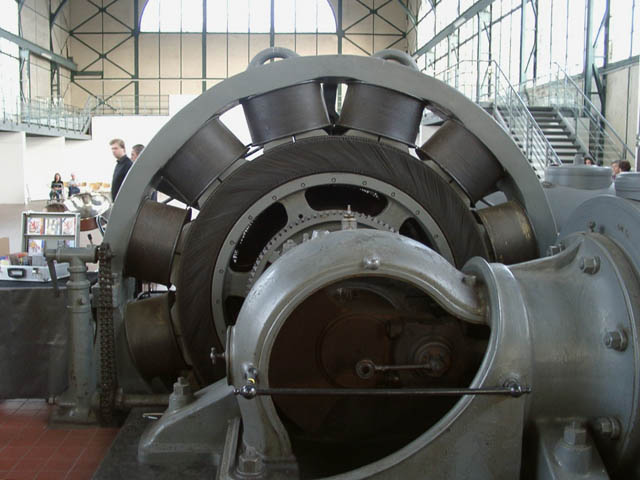
Druckluftkompressor in der Maschinenhalle
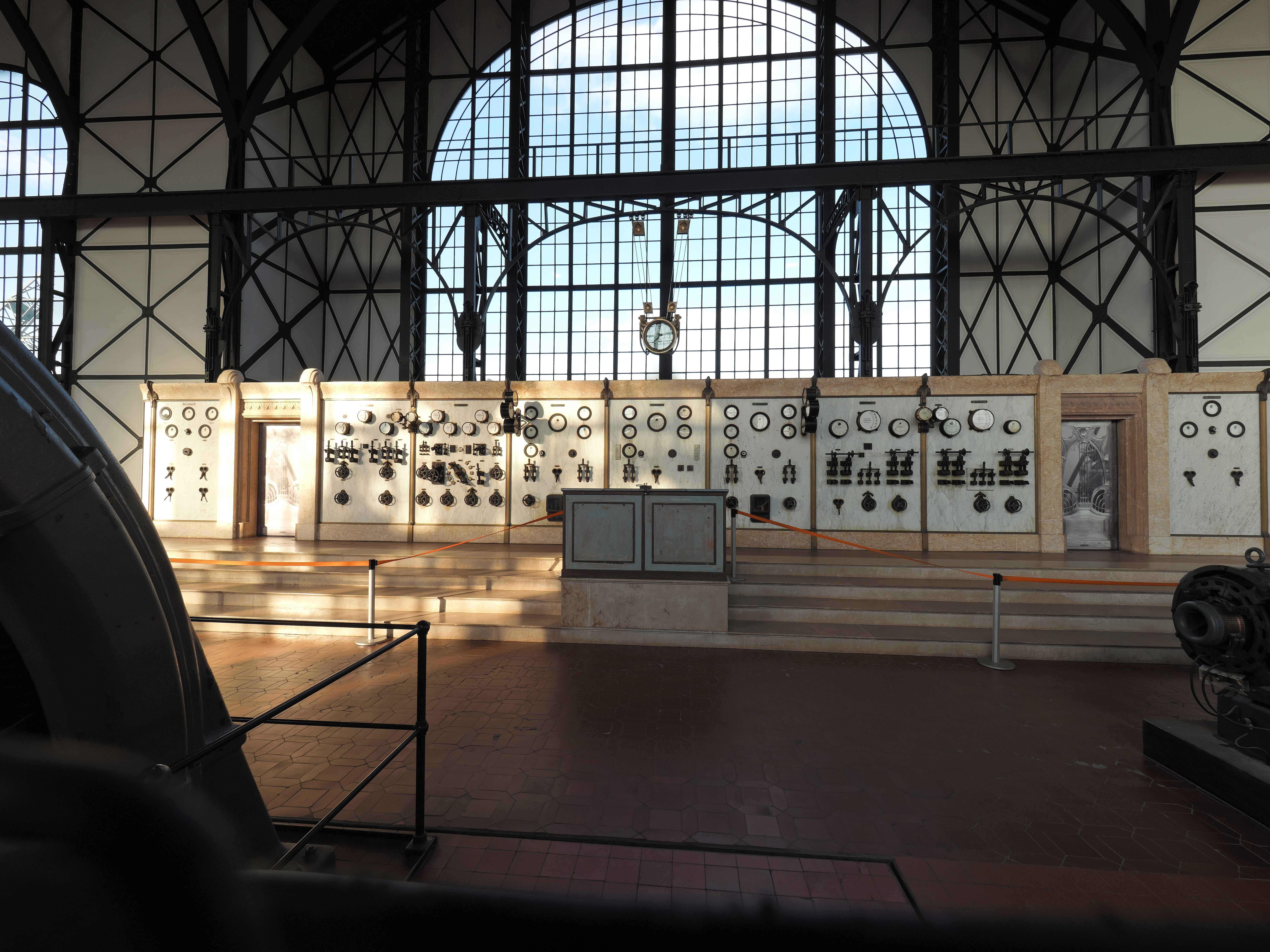
Schalttafel aus Marmor in der Maschinenhalle
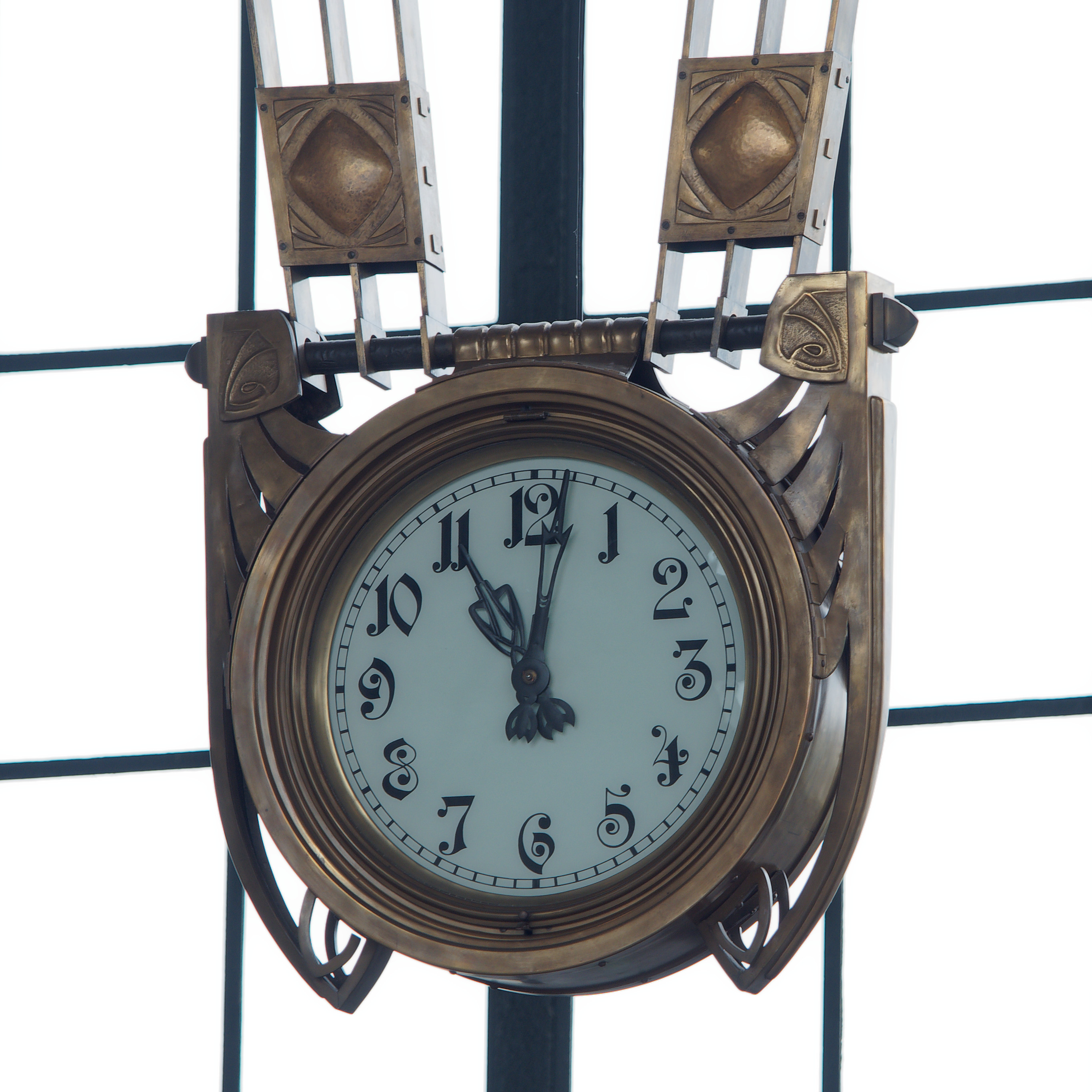
Uhr über der Schalttafel
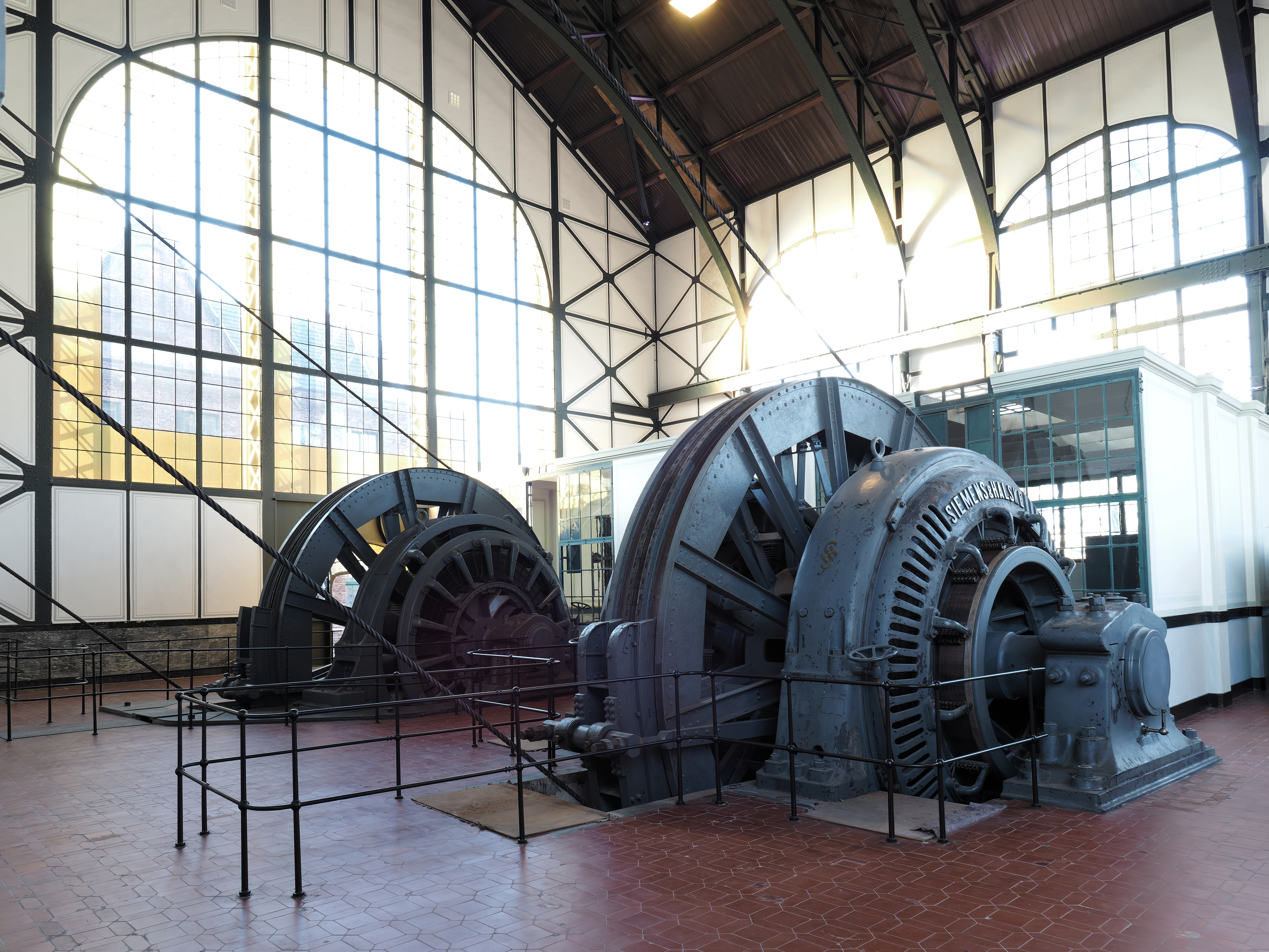
Fördermaschinen
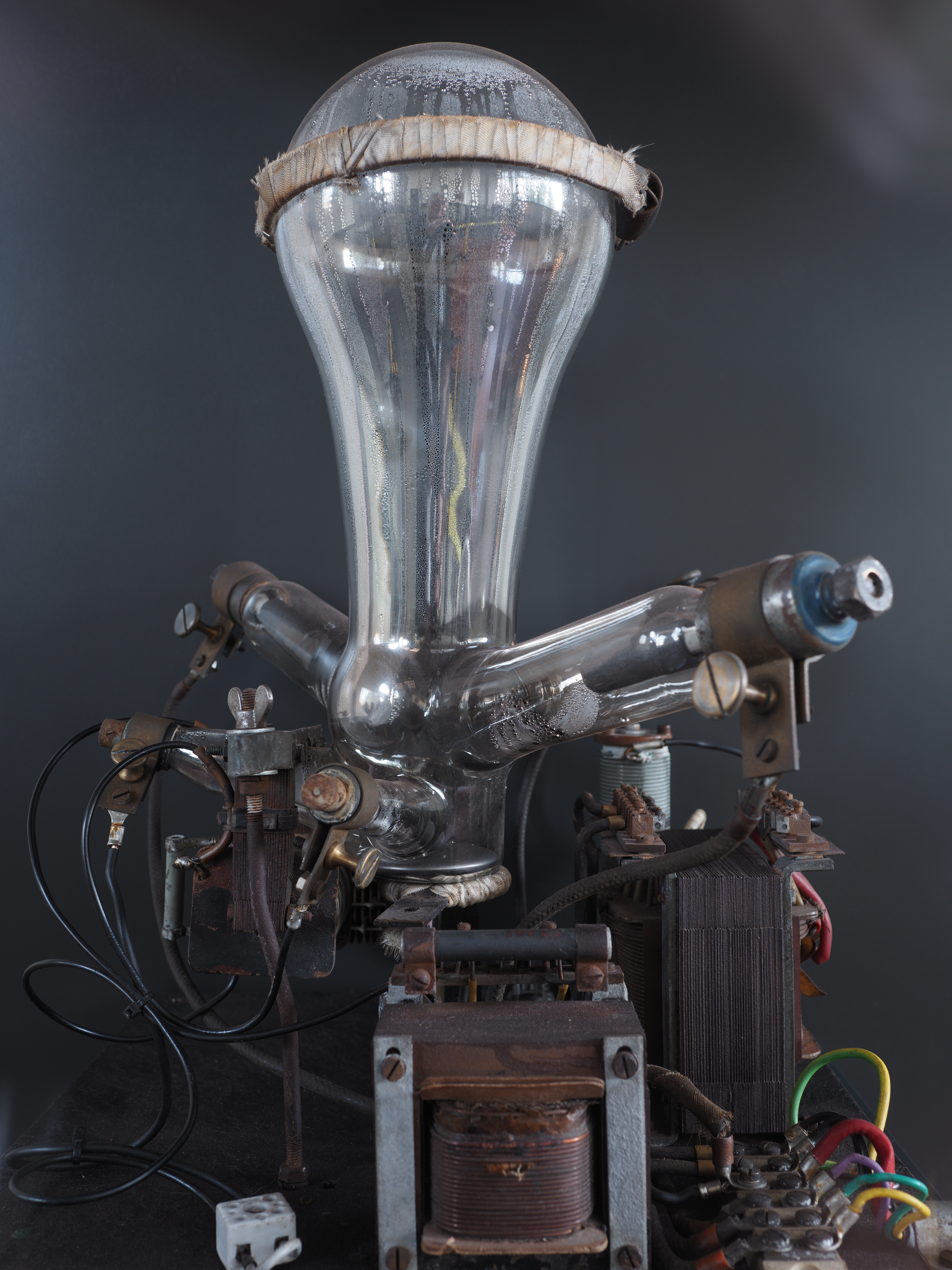
Gleichrichterröhre

### Kolonie Landwehr

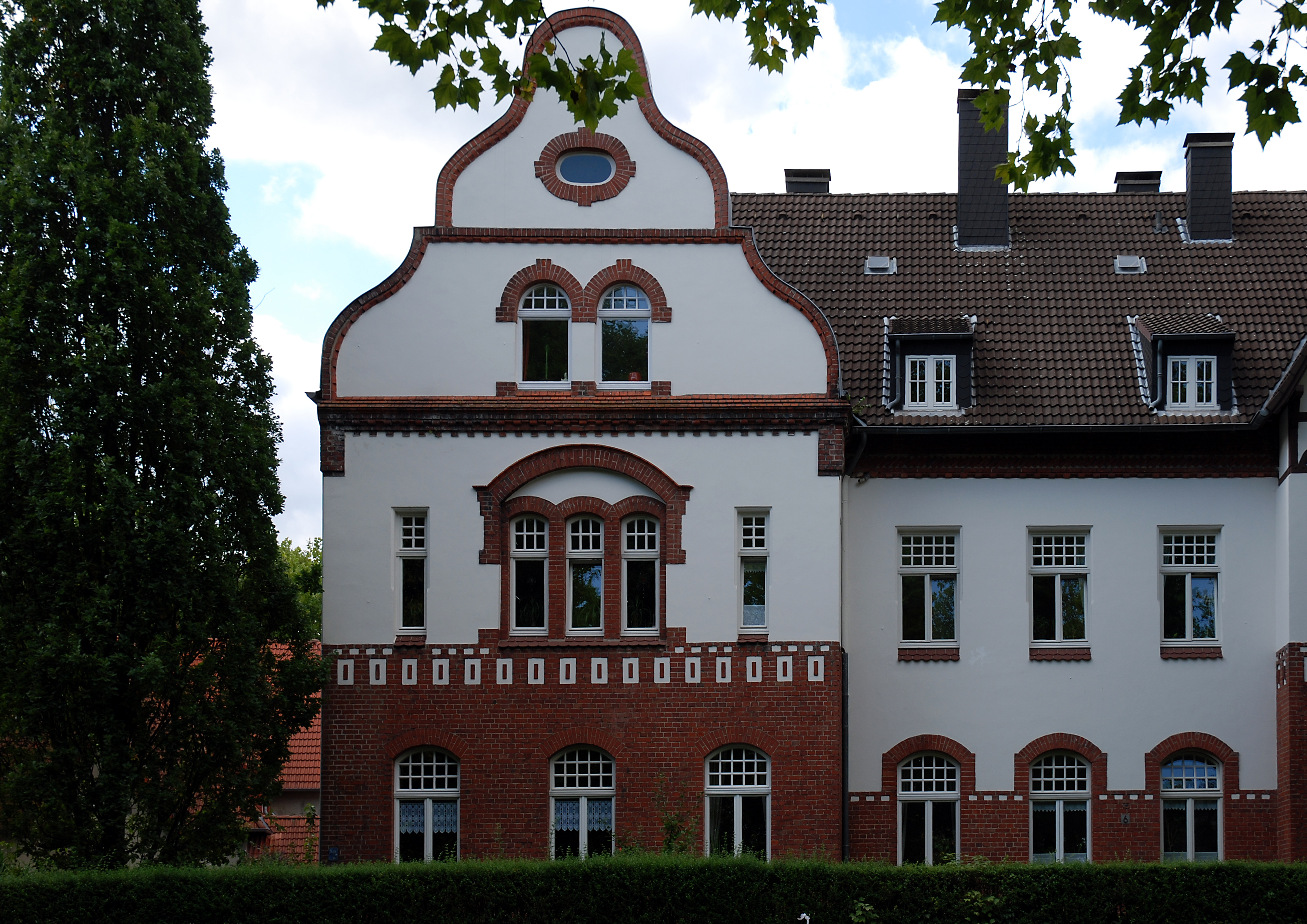
Beamtenwohnhaus in der Kolonie Landwehr

Unmittelbar vor der Zeche wurde bis 1904 – ebenfalls von Paul Knobbe entworfen – die Kolonie Landwehr errichtet. Sie besteht aus einer Direktorenvilla, acht Steiger- und 23 Arbeiterhäusern. Die Gebäude sind – wie der vordere Teil der Zechenanlage – im Stil des Historismus entworfen worden und unterstreichen den Ensemblecharakter des gesamten Komplexes. Wie die Zeche sind sie als Baudenkmal in die Denkmalliste der Stadt Dortmund eingetragen.

## Das Museum
Die Maschinenhalle wurde dank der Initiative von Hans P. Koellmann 1969 nicht wie geplant abgebrochen, sondern als erstes Industriebauwerk in Deutschland unter Denkmalschutz gestellt und zunächst vom Deutschen Bergbaumuseum in Bochum betreut. 1981 integrierte der Landschaftsverband Westfalen-Lippe die Zeche in das dezentrale Westfälische Industriemuseum. Nach und nach wurden die umliegenden Gebäude restauriert und für die Öffentlichkeit zugänglich gemacht. Neben den eindrucksvollen Bauwerken sind auch die Außenanlagen Teil des Museums. Die Kohleverladestation, der ehemalige Zechenbahnhof und ein begehbares Fördergerüst gehören zu den Attraktionen. Das Innere der Maschinenhalle wurde bis zum Spätherbst 2012 umfassend saniert.
Im Bereich des ehemaligen Zechenbahnhofs und des sich anschließenden Freigeländes ist eine umfangreiche Sammlung an Eisenbahnfahrzeugen abgestellt, die größtenteils von ehemaligen Werkbahnen der Montanindustrie stammen. So findet sich hier beispielsweise auch die Dampflok „97“ der ehemaligen Schmalspur-Werkbahn der Westfalenhütte.
1999 wurde die Dauerausstellung Musterzeche eröffnet. In dieser wird die Sozial- und Kulturgeschichte des Ruhrgebiets sowohl für Erwachsene als auch für Kinder anschaulich dargestellt. Die Ausstellung thematisiert das Ausbildungswesen des Ruhrbergbaus, die Entwicklung des betrieblichen Hygiene- und Gesundheitswesen sowie die Anstrengungen zur Reduzierung von Arbeitsunfällen.
Speziell für Kinder werden es Kinderführungen über das Museumsgelände angeboten. Ein Kinderspielplatz wurde 2006 fertiggestellt. Im ehemaligen Pferdestall befindet sich heute ein Restaurant.

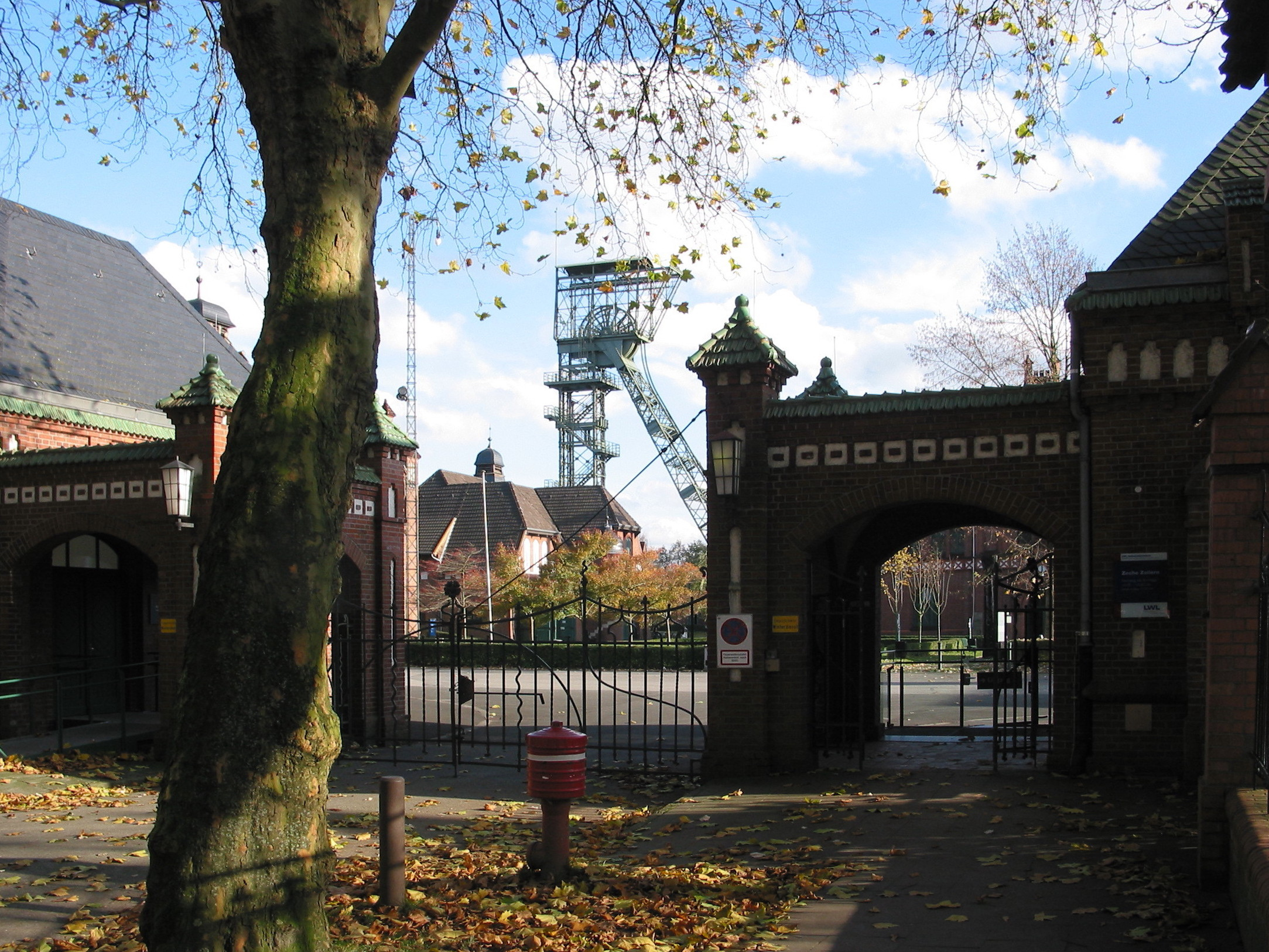
Industriemuseum Zeche Zollern 2/4 (Eingang)
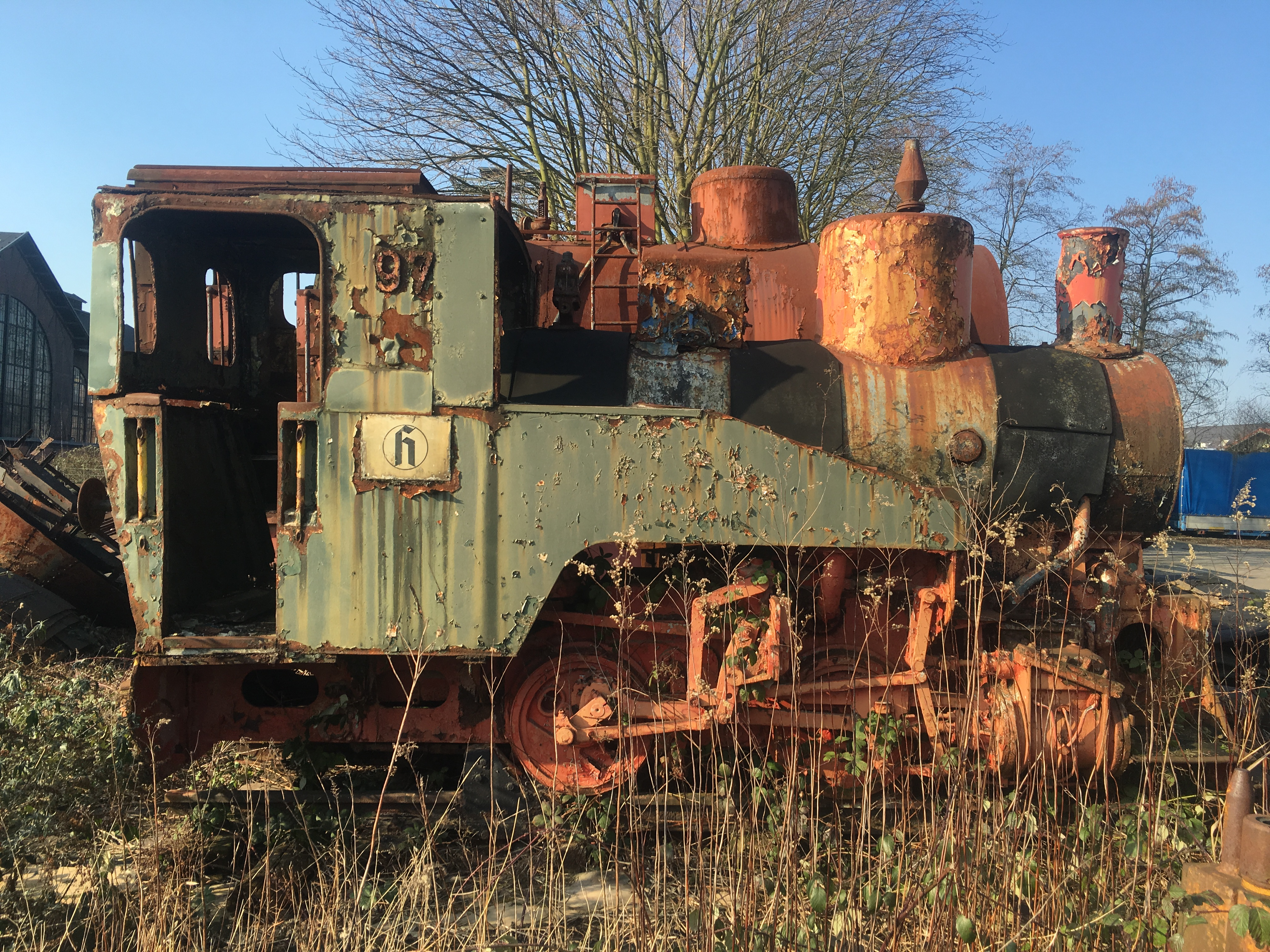
Dampflok Hoesch Westfalenhütte 97 (800 mm), Jung 10605/1950 (2018)
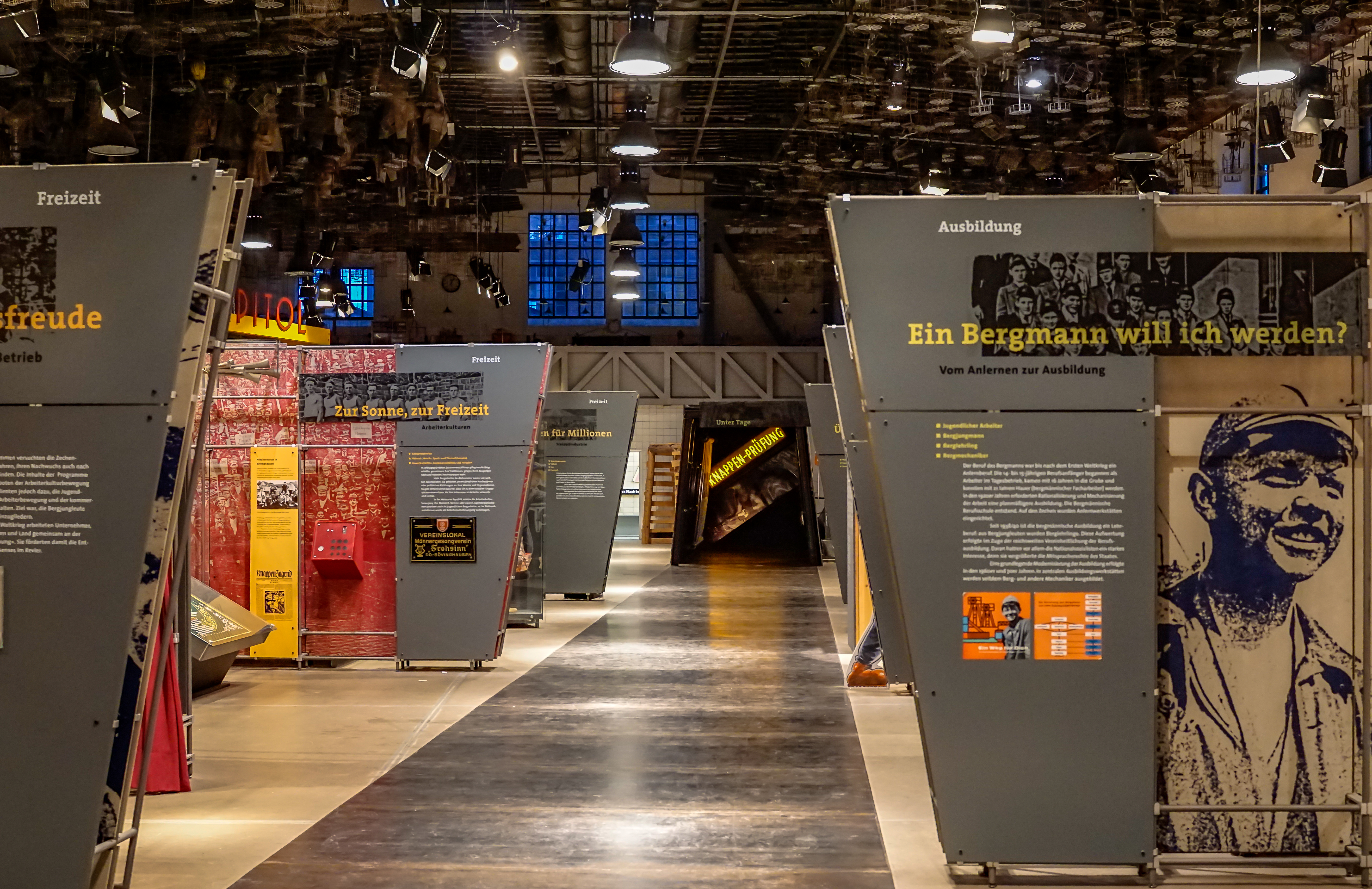
Dauerausstellung
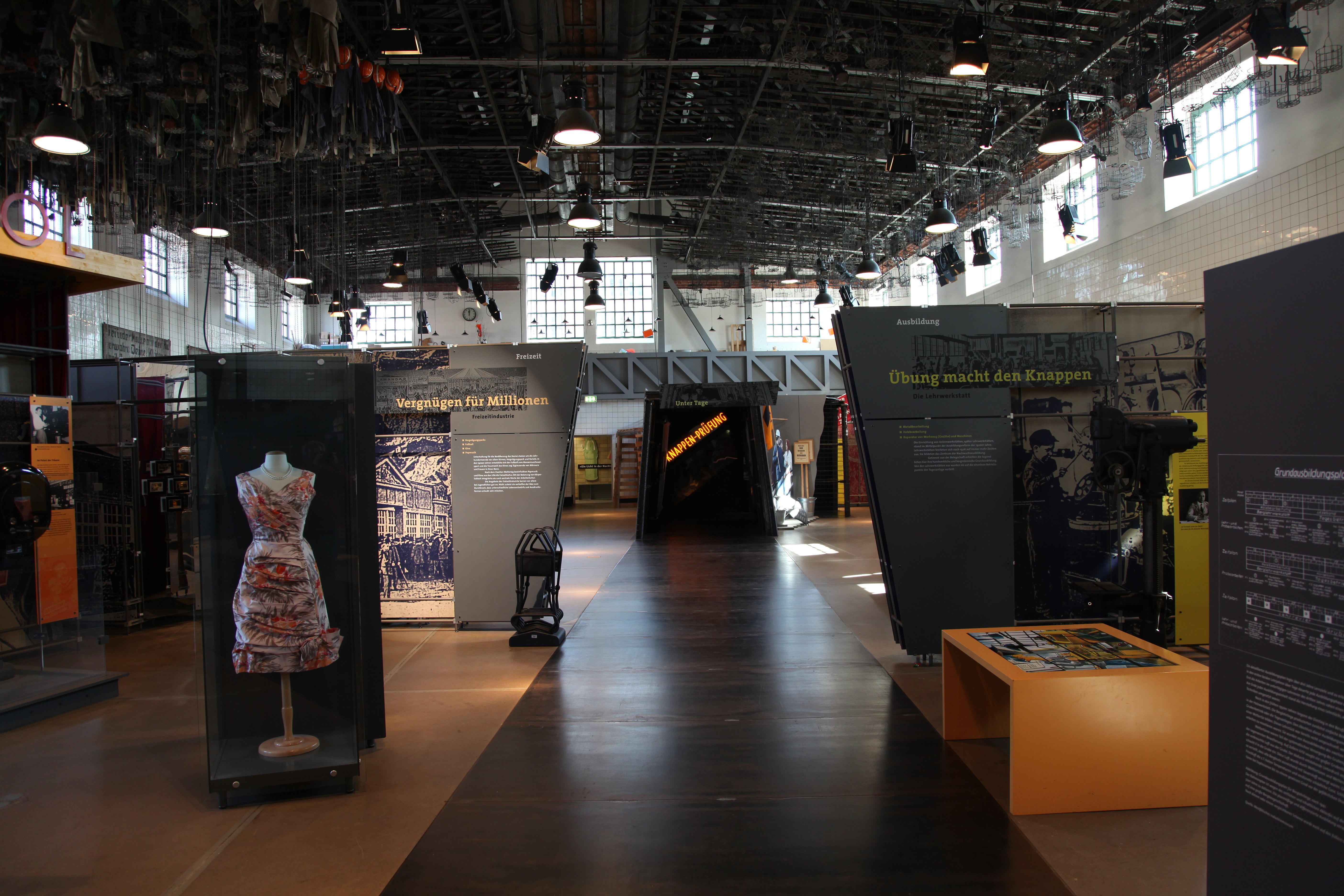
Dauerausstellung, Waschkaue
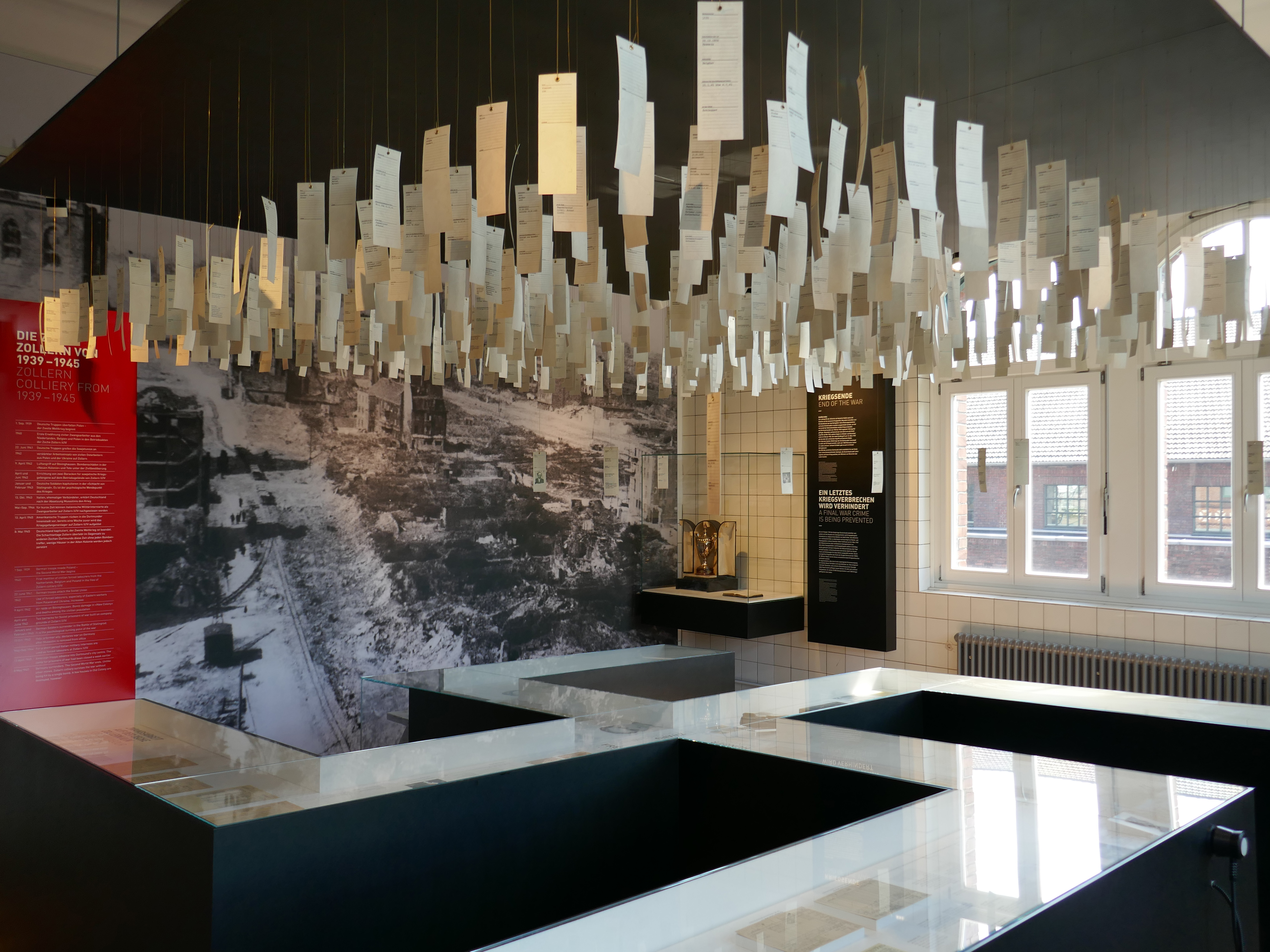
Ausstellung, Verwaltungsgebäude

## Sonderausstellungen (Auswahl)

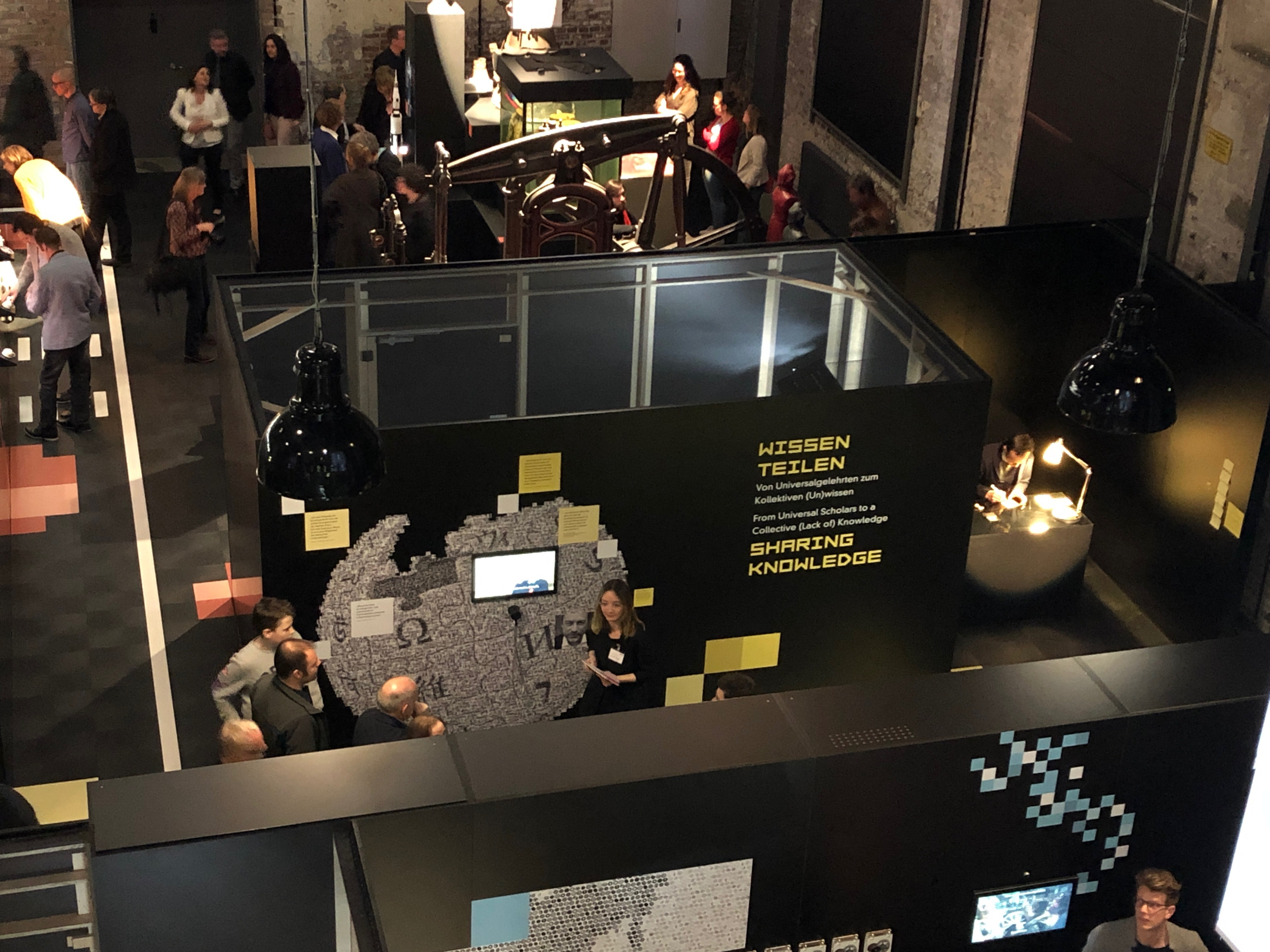
Alles nur geklaut??, 2019

- 2022/2023: PostMost. Künstwerke aus Mariupol, Ukraine
- 2022: Erich Grisar. Mit Kamera und Schreibmaschine durch Europa. 1928-1932
- 2021/2022: Hidden Costs. Ewigkeitslasten. Fotografien von J Henry Fair
- 2021: Die Zukunft im Blick. Ruhrgebietsfotografien aus dem Bildarchiv des Regionalverbandes Ruhr
- 2019/2020: Fabrik. Denkmal. Forum. 40 Jahre LWL-Industriemuseum fotografiert von Berthold Socha
- 2019: Alles nur geklaut?? Die abenteuerlichen Wege des Wissens
- 2018: Treffpunkt Trinkhalle. Fotografien von Reinaldo Coddou H.
- 2017: Erich Grisar. Ruhrgebietsfotografien 1928-1933[4]
- 2012: Zwangsarbeit. Die Deutschen, die Zwangsarbeiter und der Krieg
- 2009: Wie wir wurden, was wir nicht werden sollten. Frauen im Aufbruch zu Amt und Würden

## Veranstaltungen
Seit vielen Jahren wird die Zeche Zollern als Veranstaltungsort für Produktionen aus der Region genutzt. Zu den bekanntesten zählt der vom freien Theater Fletch Bizzel alljährlich organisierte Geierabend, eine Persiflage auf die parallel stattfindenden Prunksitzungen im rheinischen Karneval.
Die Räumlichkeiten des Museums werden zunehmend auch als Veranstaltungs- und Tagungsort genutzt und können gemietet werden. Unter anderem war die Maschinenhalle schon Spielort im Rahmen des Klavierfestivals Ruhr. Das Foyer des Verwaltungsgebäudes mit seinem ornamentreichen Treppenaufgang wird häufig für Trauungen genutzt.

## Sonstiges
Am 6. November 1987 erschien im Rahmen der Briefmarkenserie Sehenswürdigkeiten eine Briefmarke mit dem Motiv des Portals der Maschinenhalle. Die Briefmarke hat einen Markenwert von 80 Pfennig. Die Marke wurde sowohl von der Deutschen Bundespost als auch von der Deutschen Bundespost Berlin ausgegeben.

## Koordinaten
- Schacht 1: 51° 31′ 13,1″ N, 7° 22′ 10,6″ O
- Schacht 2: 51° 31′ 4,1″ N, 7° 20′ 4,7″ O, mit Schachtgerüst der Zeche Wilhelmine Victoria 1
- Schacht 3: 51° 31′ 13,5″ N, 7° 22′ 12,1″ O
- Schacht 4: 51° 31′ 6,4″ N, 7° 20′ 6,8″ O, mit Schachtgerüst der Zeche Friedrich der Große 3